# リットリナ (鉄道車両)

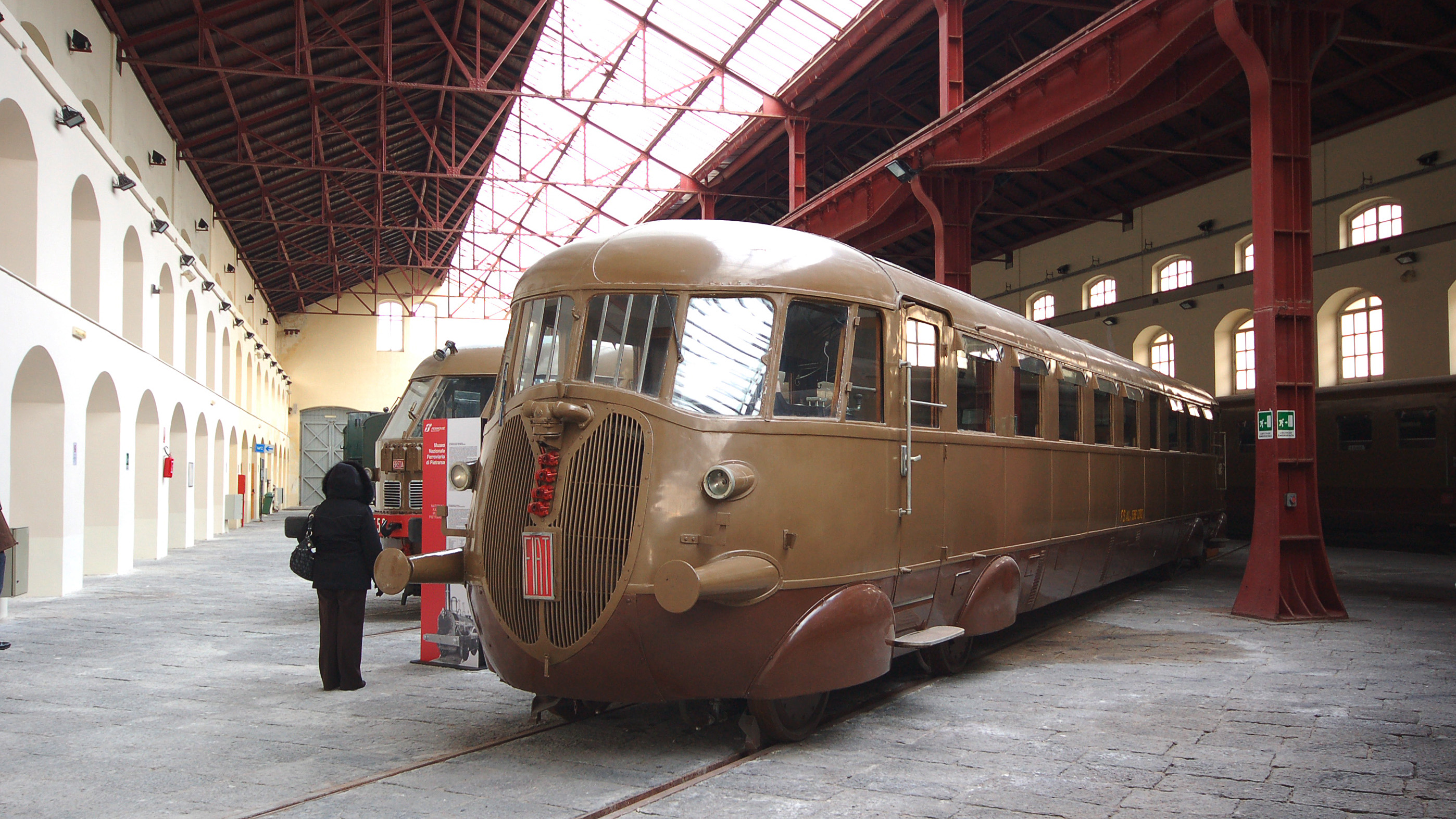
イタリア国鉄のFiat製リットリナであるALn556.1202号車、当時のFiat製自動車と同デザインのラジエーターが設置されている、ピエトラルサ国立鉄道博物館、2008年

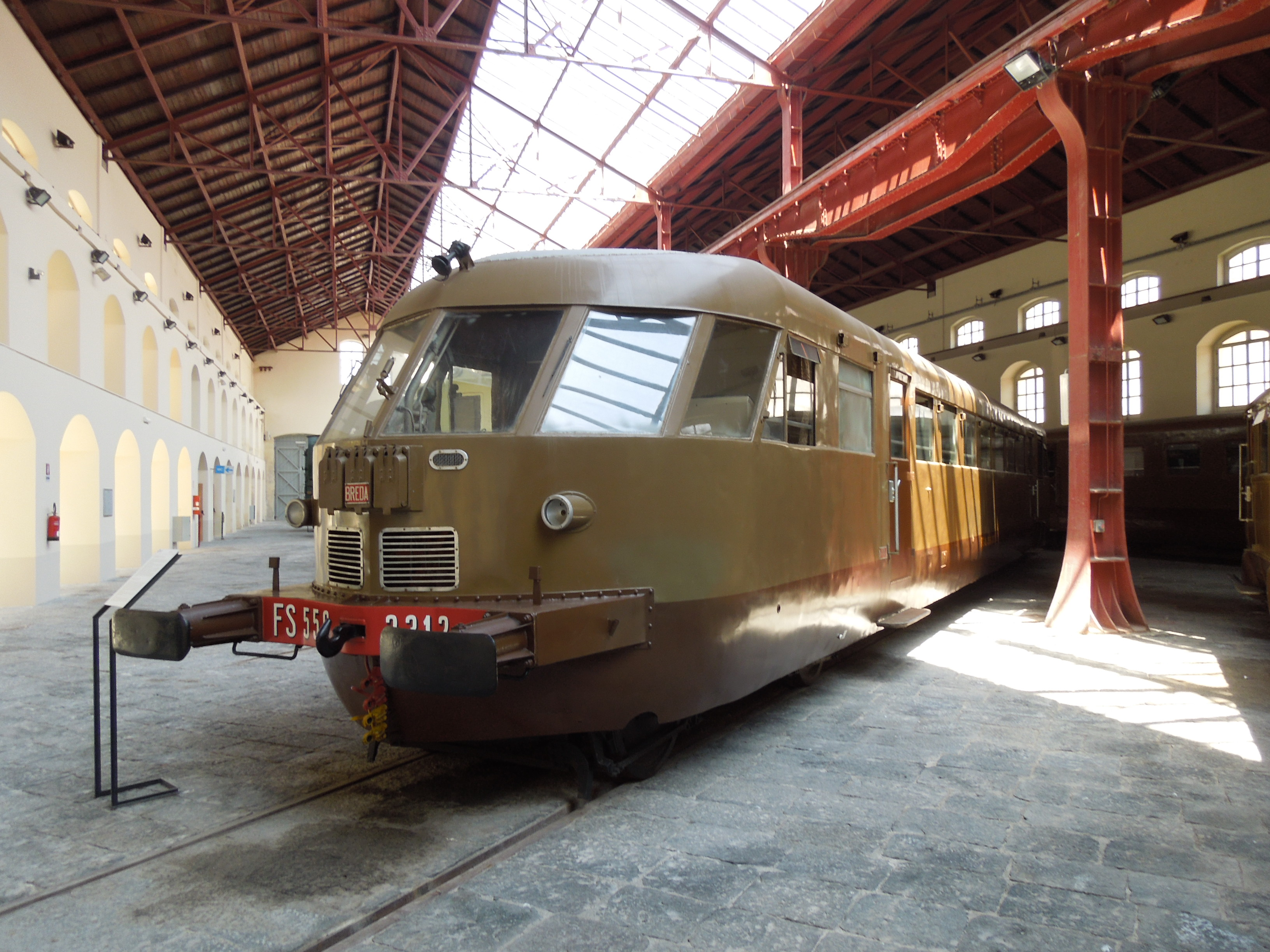
イタリア国鉄のBreda製リットリナであるALn556.2312号車、Breda製軽量気動車の標準的な形態を持つ、ピエトラルサ国立鉄道博物館、2012年

リットリナ（イタリア語: Littorina）は、 1930年代にイタリアで製造され、イタリア国鉄（Ferrovie dello Stato Italiane（FS））などで使用されていた軽量気動車の総称である。

## 概要

### リットリナ以前のイタリア気動車
- イタリアにおける気動車の実用化は、1906年に自動車メーカーであったFiat[注釈 1]がミラノ万博でガソリンエンジンを搭載した車両を走行させたことにはじまっており、その後1920年代に開発・導入が本格化して1924年には北ミラノ鉄道[注釈 2]向けに機械・鉄道車両メーカーであったBreda[注釈 3]で機械式のM-1気動車が製造された後、いくつかのメーカーによって同様に小型の客車にガソリンエンジンと機械式の変速装置を搭載した気動車や蒸気動車が試作され、一方で同年代には自動車をそのまま軌道に載せたレールバス的な形態の小型の気動車も、OM[注釈 4]が北ミラノ鉄道向けに製造したMd.500形などいくつかのメーカーで製造されている。
- その中で、Fiatも1917年に鉄道車両部門を設立して本格的に鉄道車両の製造に参入している。1924年にはプロジェクト名TA180と呼ばれる電気式気動車とTA150と呼ばれる機械式気動車を試作しており、TA180の標準軌間の車両はNe.8としてイタリア国鉄で運行された一方で、1931年には自動車に近い単端式で定格出力55kWの主機と自動車用変速機を搭載したALb25を製造し、こちらもイタリア国鉄で運行されたが、いずれの方式も本格的に量産されるには至らなかった。
- なお、ALb25のような2軸の単端式気動車はその後イタリアの輸送力の少ない私鉄用としていくつかの機種が量産されておりCarminati & Toselli[注釈 5]やOMといったメーカによって地方私鉄向けにエミーネ[注釈 6]と呼ばれる単端式気動車が北ミラノ鉄道、地中海-カラブロ-ルカネ鉄道[注釈 7]の各線やサルデーニャ鉄道[注釈 8]向けに製造されていた。なかでもPiaggio[注釈 9]では、アメリカのバッド[注釈 10]のライセンスに基づくステンレス製車体を有する、単端式のM1C 80形と2軸ボギー・電気式気動車であるM2DE 50形が製造されている。

### Fiatにおける製造
- Fiatではそれまでの気動車とは異なる、小型客車並みのサイズの軽量構造の車体に大型自動車の技術を用いた走行装置を組合わせた新しい設計の軽量気動車が開発され、1932年にAU4.Aと呼ばれる最初の機体が製造された。この気動車は全長約15mの流線形の車体と、88kWのガソリンエンジンと空気制御の4段変速機を搭載した動台車を組合わせたものであった。その後イタリア国鉄にALb48.101-103号車[注釈 11]として3両が納入され、最初の運行区間にちなんでリットリナ[注釈 12]と呼称されるようになり、引続いてFiat型番004AのALb48、004BのALb64と、Fiat型番004Cで前後の台車に主機を装荷して2機関搭載車としたALb80が導入されて各地で本格的な運行が開始されるている。
- その後イタリア国鉄ではリットリナを量産することとなり、ガソリンエンジンを搭載した50両のALg56.100と並行してディーゼルエンジンを搭載した100両のALn56.1000が生産されたほか、イタリアの私鉄や当時のイタリアの植民地の鉄道などにも広く導入されるようになっている。また、普通列車だけでなく高速都市間列車にも使用されており、1等室/2等室[注釈 13]と、厨房・配膳室、荷物室を装備するALn40やV型12気筒のFiat製V1612を搭載を2基搭載して3車体連接、全長60550mmとしたATR100といった車両が導入されている。
- しかし、ALn56.1000などでは重連時には連結した各車に運転士が乗る協調運転で運行されており、輸送力の増強と運行の効率化が望まれていた。そこで、イタリア国鉄では欧州で実用化されつつあった重連総括制御により2両編成で運行できる機材を導入することとなり、1936年には電磁空気もしくは電磁油圧制御による重連総括制御が可能なALn556.1200およびその出力増強型であるALn556.1300、派生型のALDUn220の計200両が1936-39年に生産されている。また、これらの機体は先頭部のデザインが大きく変更されて上下方向に後退角を持った丸みを帯びた形状となり、同じFiat製の508、518、500（トポリーノ）といった同年代の自動車と共通デザインの楯型の形状をしたラジエーターグリルを採用している。
- 1940年からは主機を台車搭載から車体搭載とし、DF1.15液体変速機を搭載する液体式気動車であるALn772.1000が生産されている。

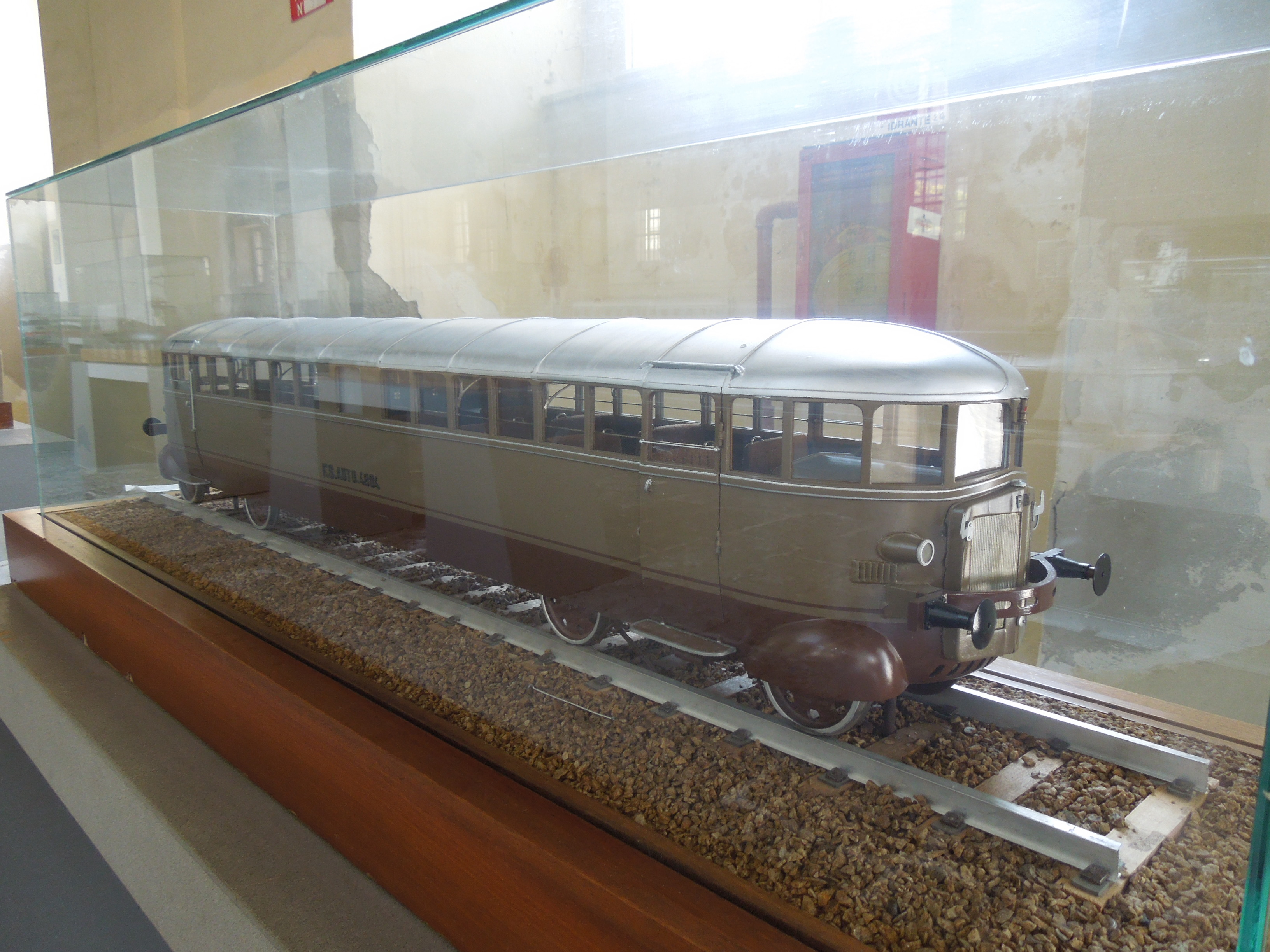
最初のリットリナであるイタリア国鉄のALn48試作機の模型、ピエトラルサ国立鉄道博物館[注釈 14]、2012年
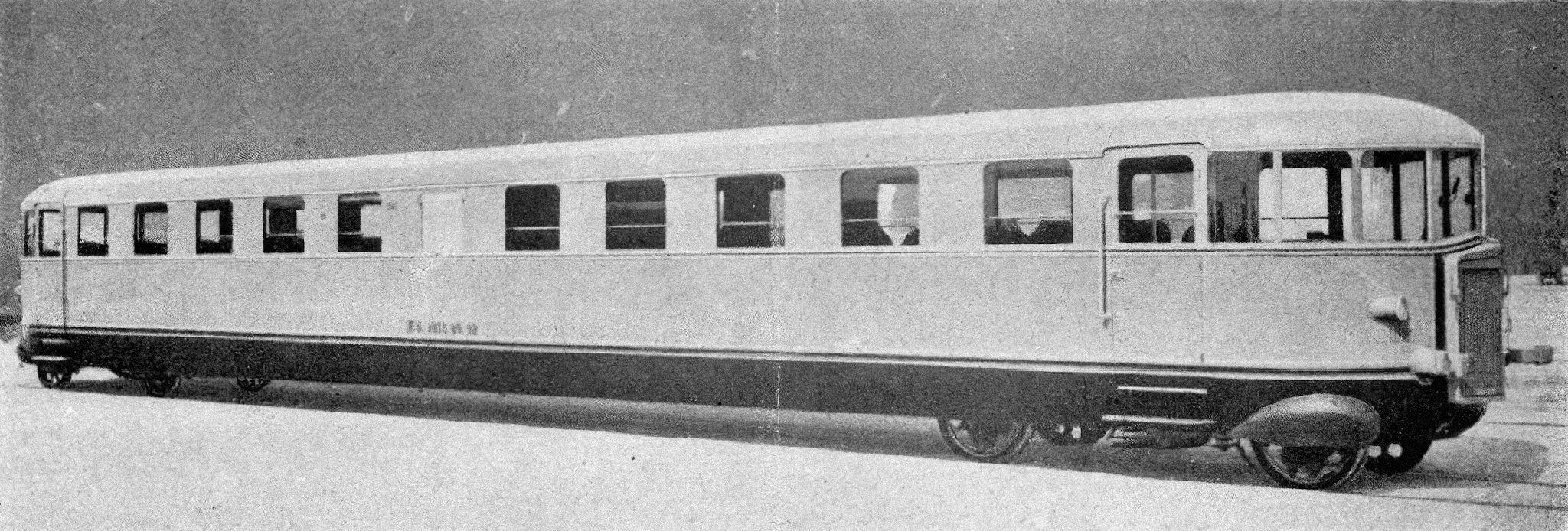
同じく最初のリットリナで2機関搭載型のイタリア国鉄ALb80、1934年
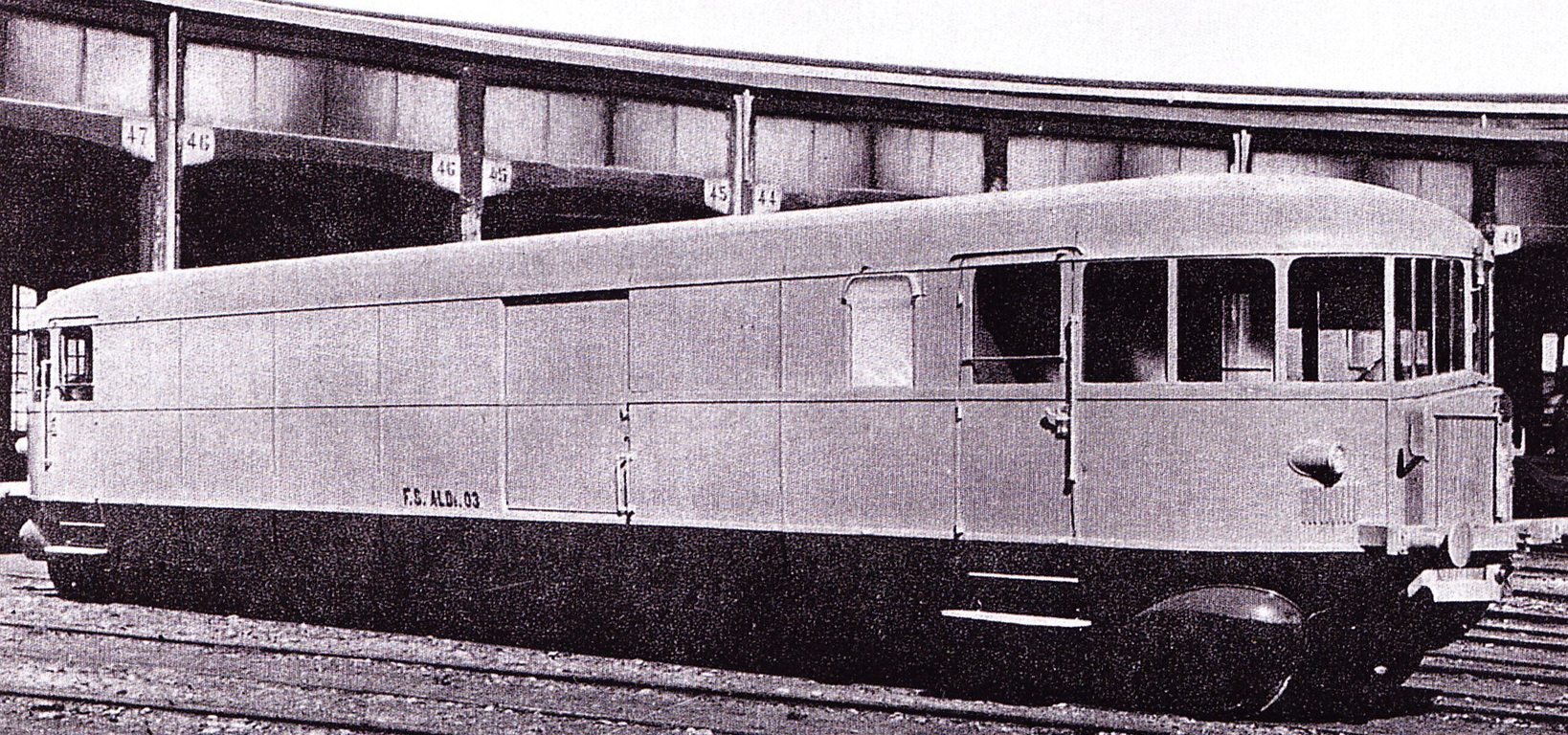
イタリア国鉄が荷物輸送用に導入したALDb、トリノ・ズミスタメント機関区、1934年
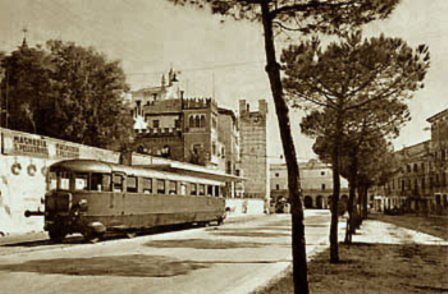
代表的なリットリナであるイタリア国鉄のALn56.1000、ロニーゴ・チッタ付近
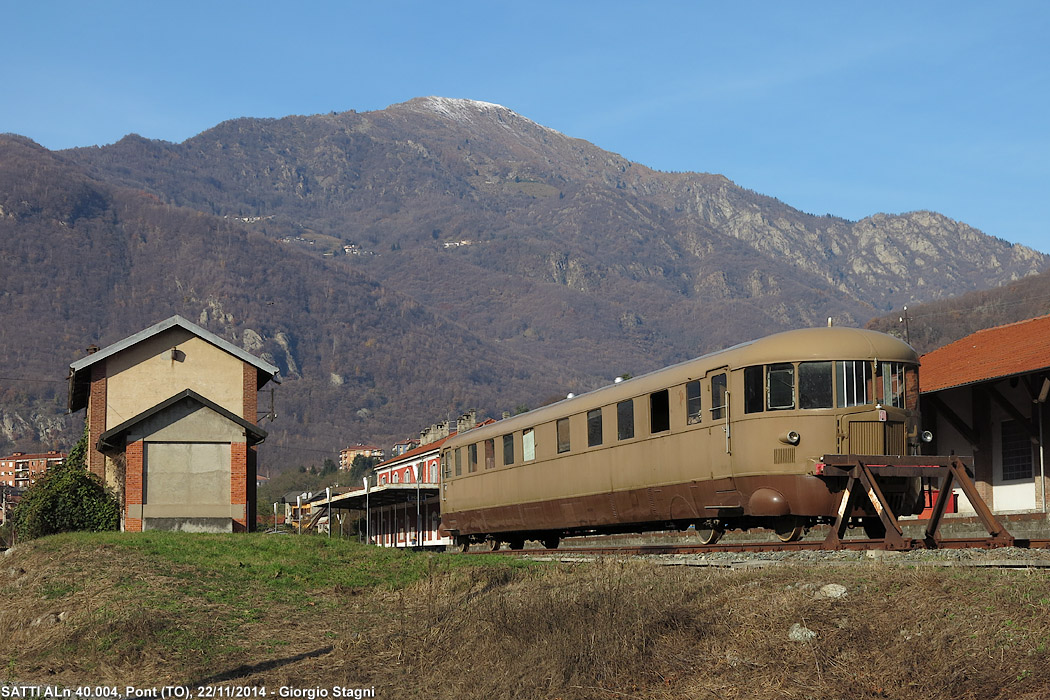
1等室、2等室、厨房を備え、優等列車に使用されていたイタリア国鉄のALn40、室内改造後、2014年
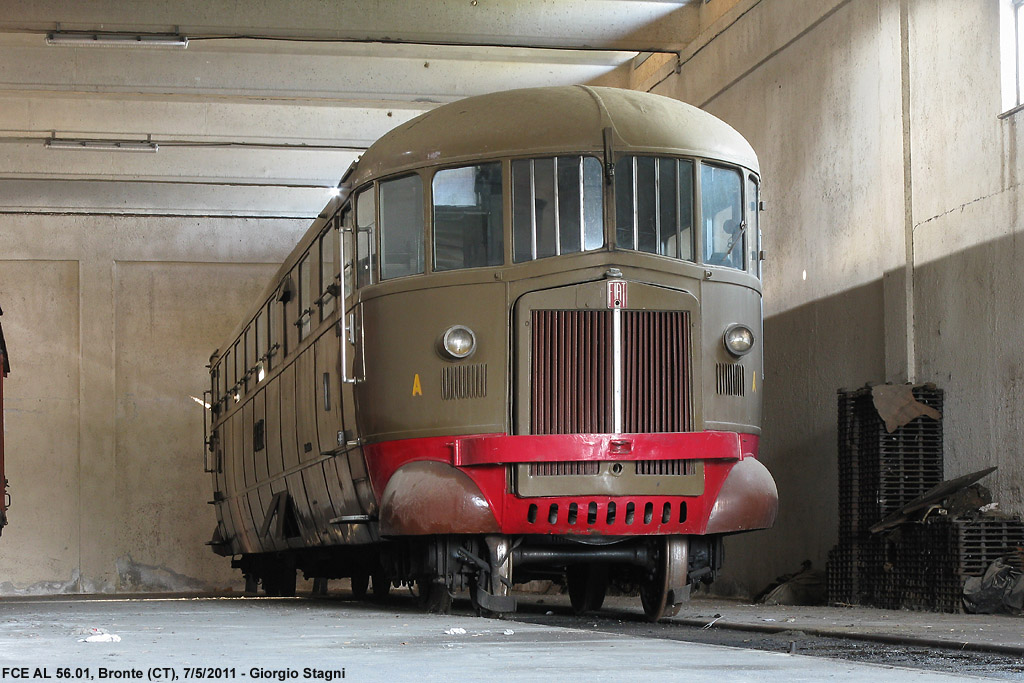
シチリア島のエトナ環状鉄道で試用されていたALn56.01号車、2011年
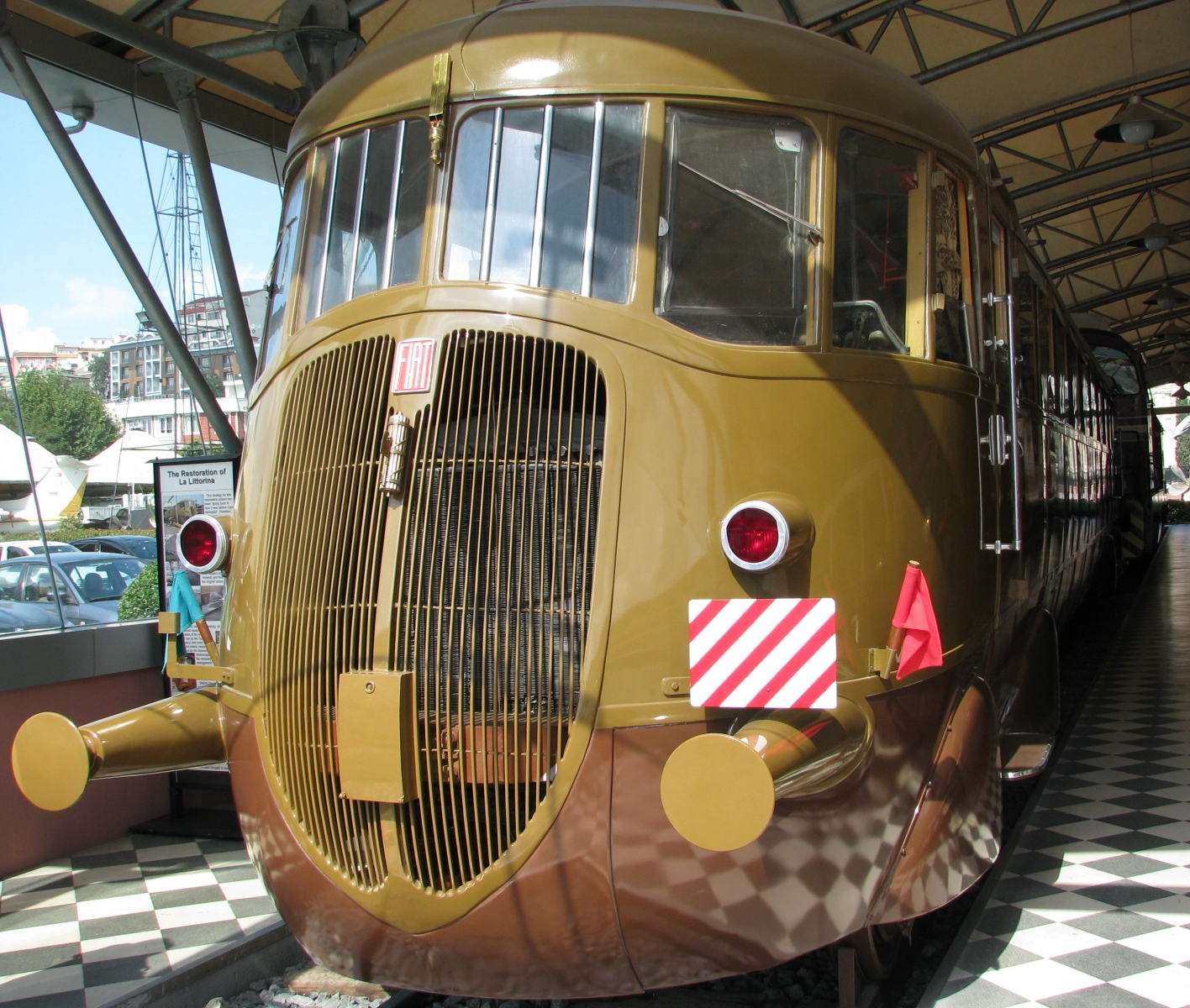
ラック式のパオラ-コゼンツァ専用にイタリア国鉄が導入したALn56.1900、静態保存されたALn56.1903号車、2014年
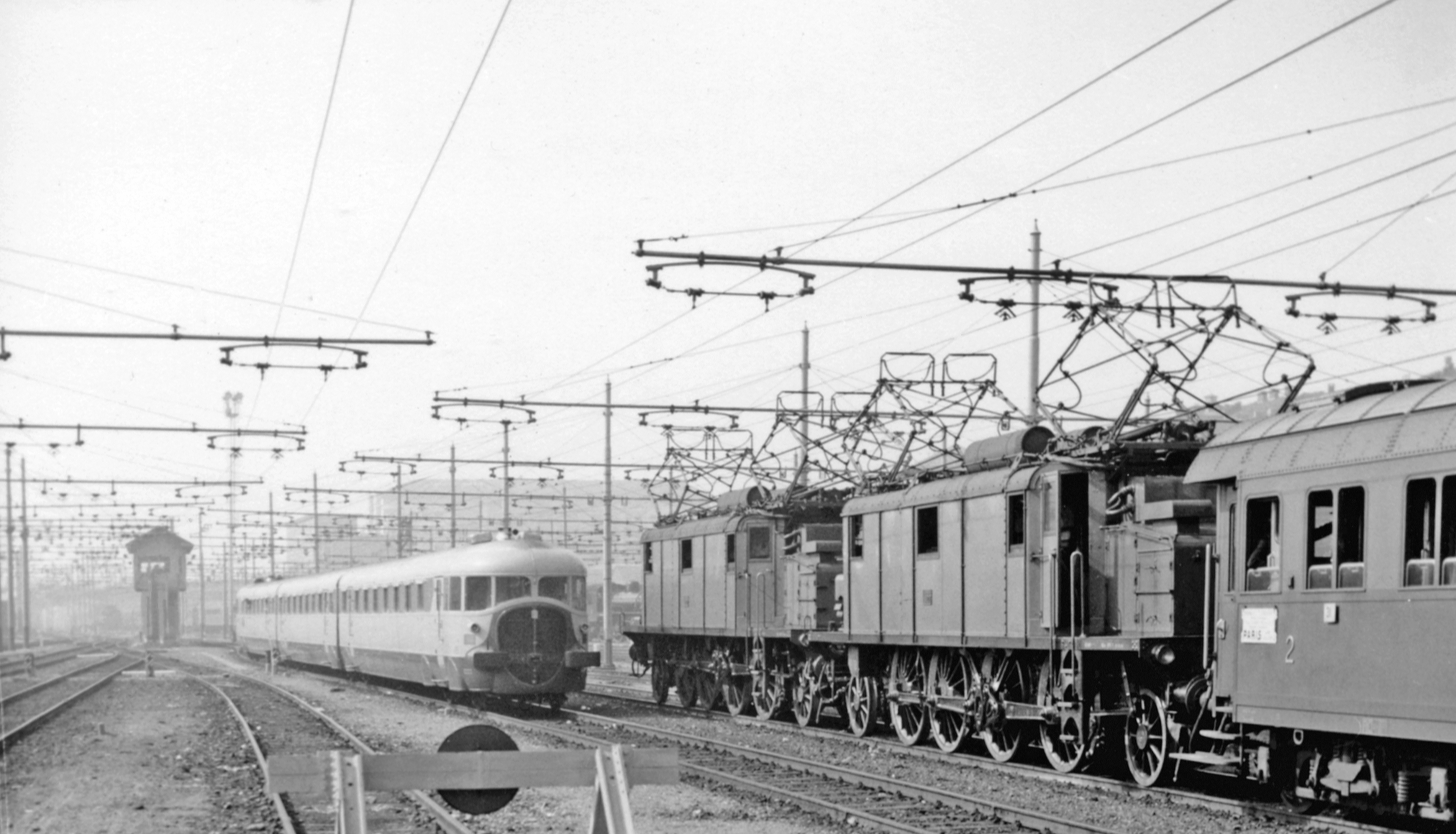
都市間高速列車に使用されていたイタリア国鉄のATR100（左側）、トリノ駅、1959年
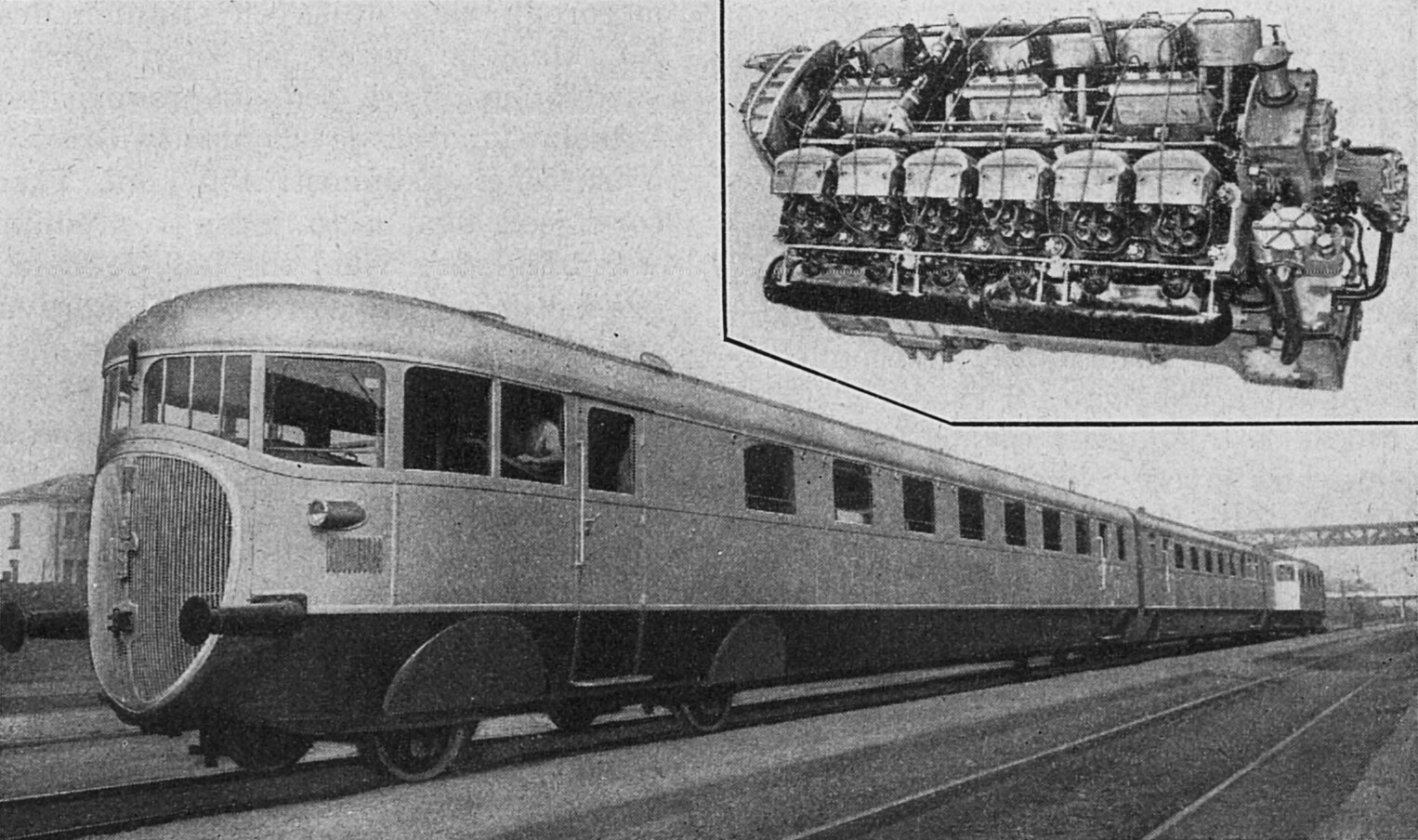
同じくイタリア国鉄のATR100およびその主機のFiat V1612（定格出力294kW）、1939年
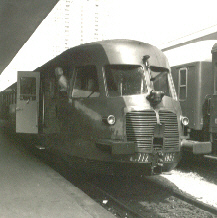
液体式で製造されたイタリア国鉄ALn772.1082号車、リミニ駅、1973年

### その他のメーカー

#### Bredaにおける製造
- Bredaは1933年にFiatとは異なる独自設計の軽量気動車の試作車をイタリア国鉄向けに製造している。この機体は製造当初はFS AUTO 72.01-03号車、後にALb72.201-203号車と呼ばれたもので、台車に主機や変速装置を搭載する方式はFiat製の機体と同様であるが、変速機に常時噛合式のものを使用しているほか、車体は鉄道車両用の軽量車体をベースに、Fiat製の機体と同様の車体断面の縮小や、短編成での使用を前提とした連結器や台枠の強度設計とすることによって軽量化を図ったものとなっている。1935年にはこれをディーゼル機関に換装してALn72.2001-2003としているほか、荷物気動車のALDb.200が3両導入されていた。
- これらの実績を基に、イタリア国鉄ではBreda製の機体も量産することとなり、1935年からディーゼルエンジンを搭載したALn56.2000が90両と、ガソリンエンジンを搭載したALb56.200が10両生産され、その後、BredaにおいてもFiat製のALn556.1200/1300と同様に重連総括制御が可能な機体が開発され、1938-40年にALn556.2200が140両導入されている。

#### OMにおける製造
- 1930年代にリットリナより小型の単端式気動車などをイタリアの私鉄向けに製造していたOMでは、1938年に液体式気動車の試作機であるALn72.3000を3両をイタリア国鉄向けに製造しており、その量産型であるALn772.3200を1940年から製造している。これらの機体はスイスのトラックメーカーであるSaurer[注釈 15]（サウラーまたはザウラー）製の主機とスウェーデンのユングストローム[注釈 16]製のものをライセンス生産したリスホルム・スミス式液体変速機であるDF1.15を搭載している。なお、OMは企業規模が小さく、イタリア国鉄への鉄道車両の納入実績も乏しかったため、ALn772の量産に当たってはFiatと生産を分担することとなり、Fiat製の機体がALn772.1000、OM製の機体がALn772.3200となっている。
- また、同社ではALn72.3000と類似の軽量車体を持つ蒸気動車であるALv72を1938年にイタリア国鉄向けに3両製造している。本機は96気圧の小型高圧ボイラーと運転台から遠隔制御する蒸気エンジン2基を搭載して定格出力166kW、最高速度120km/hの性能を発揮するものであった。

#### Ansaldoにおける製造
- 1939年にはAnsaldo[注釈 17]がALn56.4000をイタリア国鉄向けに製造している。この機体は比較的大型の車体断面を持つ流線形のものとなっており、Breda製の機体と同じく、常時噛合式の変速機を装備する機械式気動車となっている。
- また、同社ではALn56.4000と類似の軽量車体を持つ木炭ガス動車であるALg56を1940年にイタリア国鉄向けに3両製造している。本機は木炭ガス発生装置、Ansaldo製のQ122/8V改ガスエンジン2基と機械式4段変速機を搭載し、定格出力176kW、最高速度120km/hの性能を発揮するものであった。

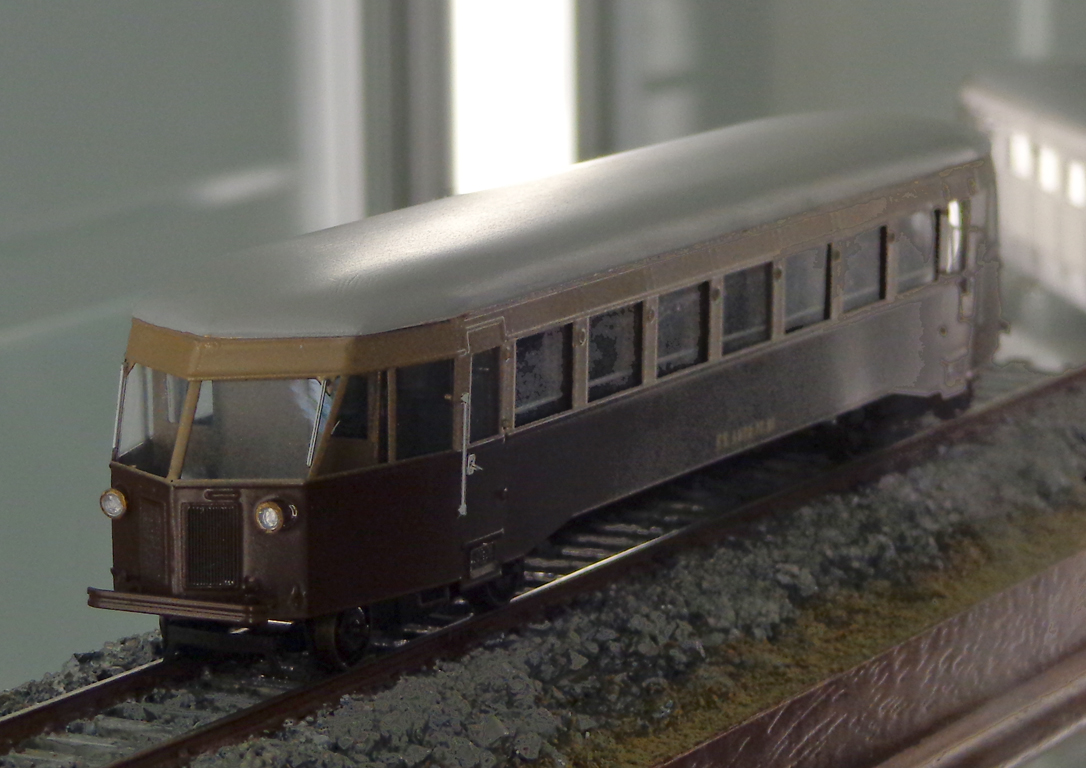
Bredaの試作軽量気動車であるALb72.200の模型
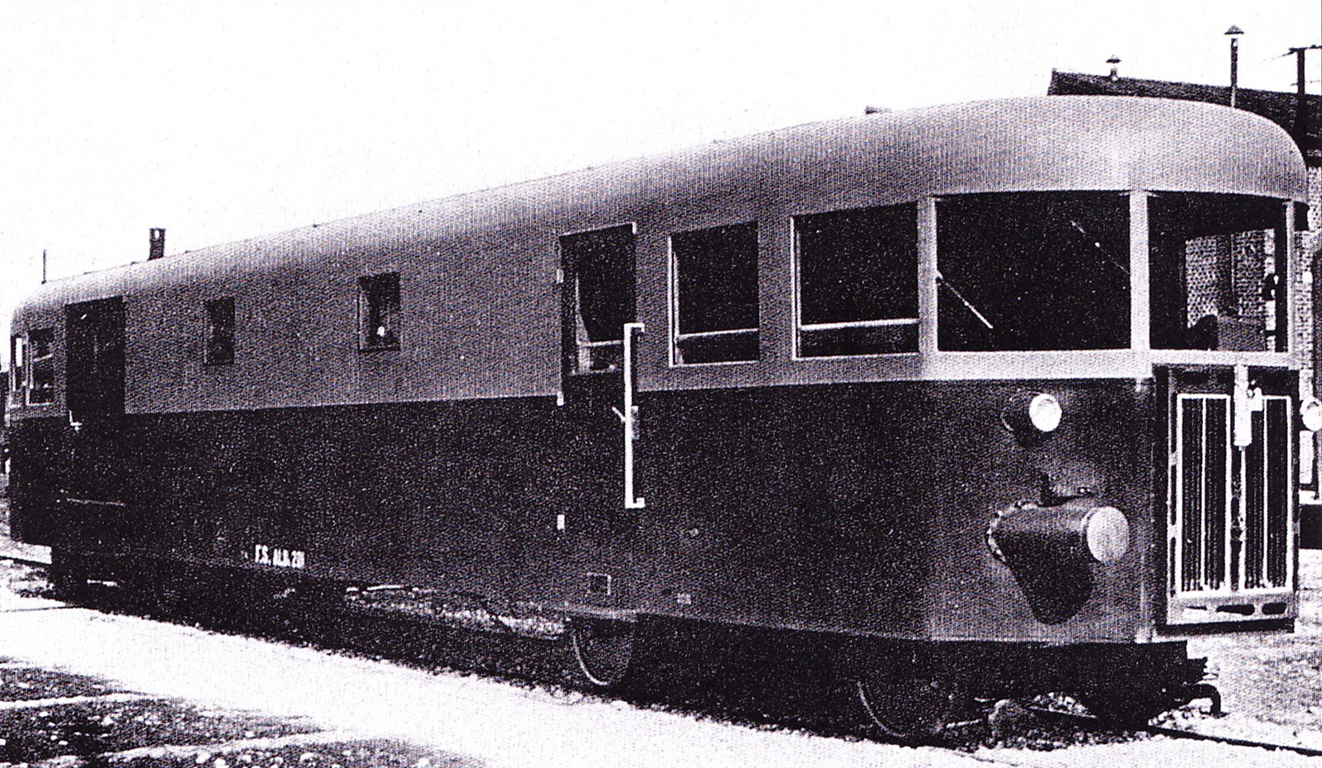
荷物輸送用にイタリア国鉄が導入したBreda製のALDb、1935年
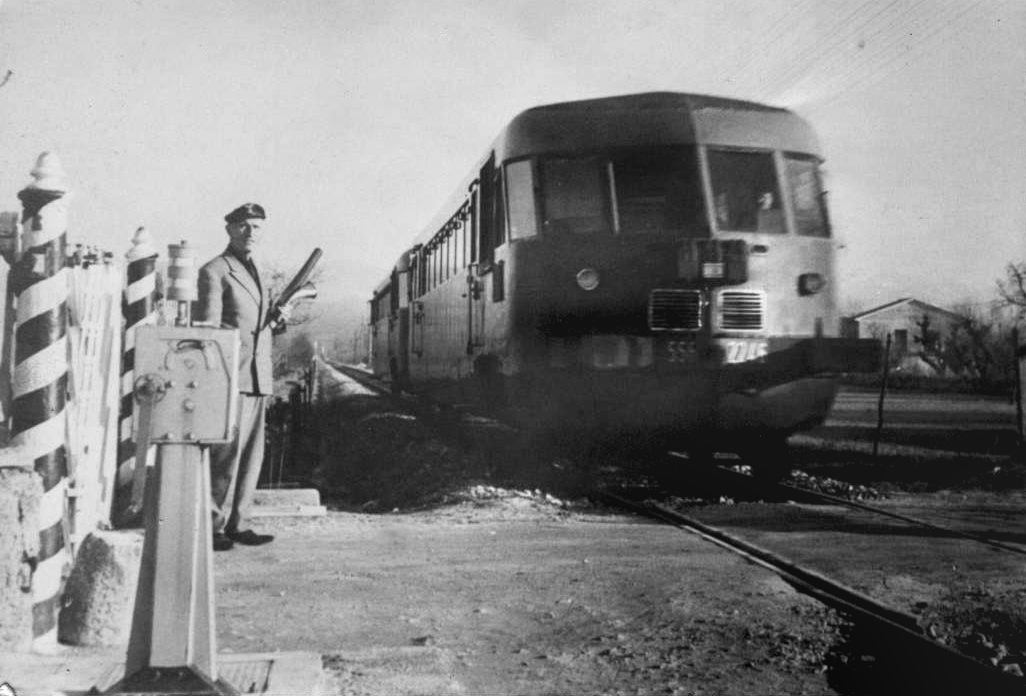
重連総括制御が可能となったBreda製、イタリア国鉄のALn556.2200、オンナ駅付近、1960年頃
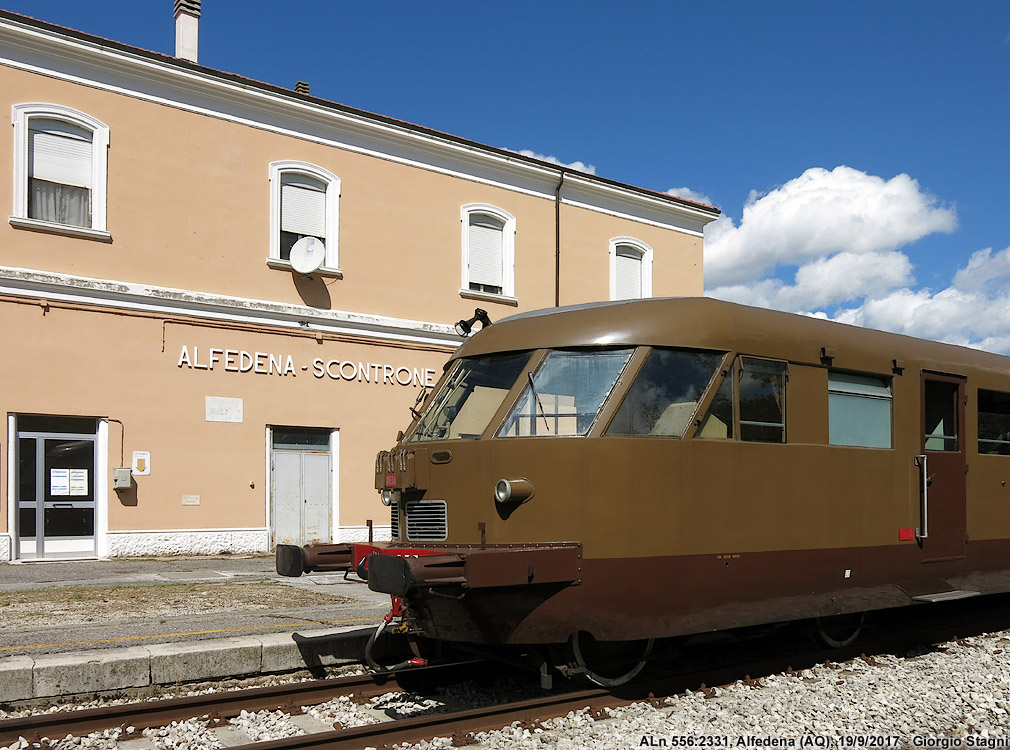
Breda製リットリナに共通の前頭部デザインを持つイタリア国鉄のALn556.2331号車、アルフェデーナ-スコントローネ駅、2017年
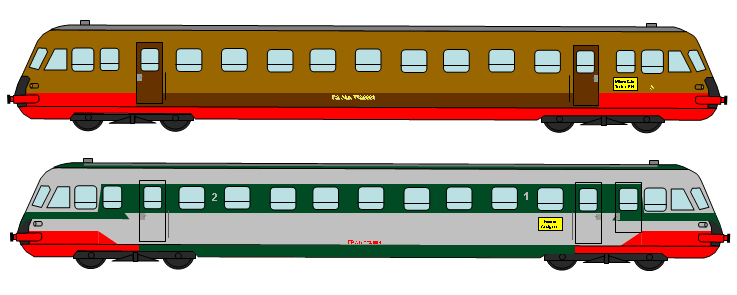
OMとFiatで製造されたイタリア国鉄のALn772の図
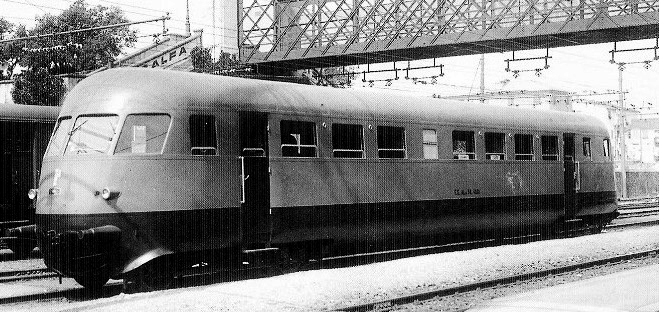
Ansaldo製のALn56.4000、1939年
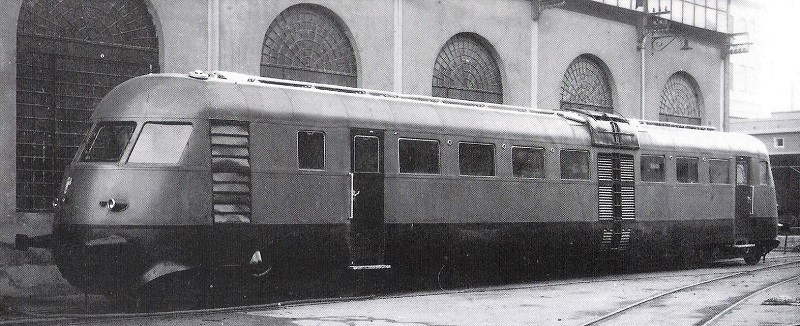
Ansaldo製の木炭ガス動車であるALg56、メーカーの工場での撮影、1940年

### イタリア国外への輸出

#### イタリアの旧植民地の鉄道
- イタリアの植民地においてもイタリア領東アフリカ（現在のエリトリア）のエリトリア鉄道が1935-37年にFiatで製造された狭軌・勾配線区用2機関搭載型リットリナであるA60系計11機[注釈 18]を導入して速達化を図っており、この実績をもとにイタリア領リビアとイタリア領東アフリカ（現在のエチオピアおよびジブチ）にもそれぞれFiat型番040のFI形8両と、同じく型番038のZZ-AB形4両が導入されている。なお、1940年代にはエジプトとイタリア領東アフリカ（現在のソマリア）のモガディシオ・ヴィラブルッチ鉄道にもFiat製リットリナが導入される予定であったが、政情の変化によりこれらの機体は現地には到着していない。
- アフリカ大陸で使用された機体は、防熱対策として通常の屋根の上に間隔をあけてもう1枚日射避け・防熱用の屋根を設置した2重屋根となっていることが特徴となっている。

#### ユーゴスラビア
- 1929年に成立したユーゴスラビア王国ではユーゴスラビア国有鉄道[注釈 19]が国有鉄道を運行していたが、1941年のクーデターやユーゴスラビア侵攻により、同国の鉄道はクロアチア独立国のクロアチア国鉄[注釈 20]やセルビア救国政府のセルビア国鉄[注釈 21]および占領していたドイツ、ハンガリー、イタリア、ブルガリア各国の国鉄や、ヨシップ・ブロズ・チトーのパルチザンが運営する民族解放軍営鉄道[注釈 22]がそれぞれの支配地域で列車を運行していた。イタリア国鉄が運行している領域においてはイタリア本国から機材が持ち込まれることとなり、E.626電気機関車などとともにリットリナもALn556.1200などが現地で使用されていた。
- 第二次世界大戦の終結に伴い1945年にはユーゴスラビア連邦人民共和国が成立し、同国内の鉄道は再度ユーゴスラビア国鉄が運営することとなったが、イタリアに戻らず現地に残った機体がそのままユーゴスラビア国鉄で運行されているほか、戦後賠償や譲渡により、Fiat製のALn776やOM製のALn772などが戦後同地へ渡っている。

#### その他の諸国
- 1935年には ソビエト連邦（現在のロシア）にFiat製のALb80と類似の機体2両が輸出されている。これはALb80を使用してトリノからモスクワ、サンクトペテルブルク、ソチへまでを走ったデモ走行の結果を受けてのものである。
- 1937年にはブラジルのブラジル中央鉄道にFiat製で2車体連接式の1形1-5号機として5編成が導入され、リオデジャネイロ - サンパウロ間やリオデジャネイロ - ベロオリゾンテ間などの軌間が1,600 mmの路線で運行された。リトリーナ（Litorina）として知られる。
- 1941年にはブルガリア国鉄にイタリア国鉄のALn40とほぼ同一の機体が7両輸出され、04-00形として運行されている。この機体はイタリア国鉄のALn40の一部が輸送力見直しのためFiatに返却されていたものをブルガリア国鉄仕様としたものである。
- 1949年にポーランド国鉄へALn772.3200と同一の機体3両がOMで製造され、SD80形として運行されている。これは当時イタリア国内で不足していた良質な石炭を輸入する際のの対価として輸出されたものである。
- スペインでは同国のCAF[注釈 23]でライセンス生産されており、1941年に北スペイン鉄道[注釈 24]に6両、マドリッド-サラゴサ-アリカンテ鉄道[注釈 25]が発注し、同鉄道がスペイン国鉄に統合されたために1947年に直接スペイン国鉄に納入された機体が6両、それぞれ導入されている。これらの機体は車体幅が2950mmと広くなっていることが特徴であり、後にスペイン国鉄の9215-9226号車となっている。

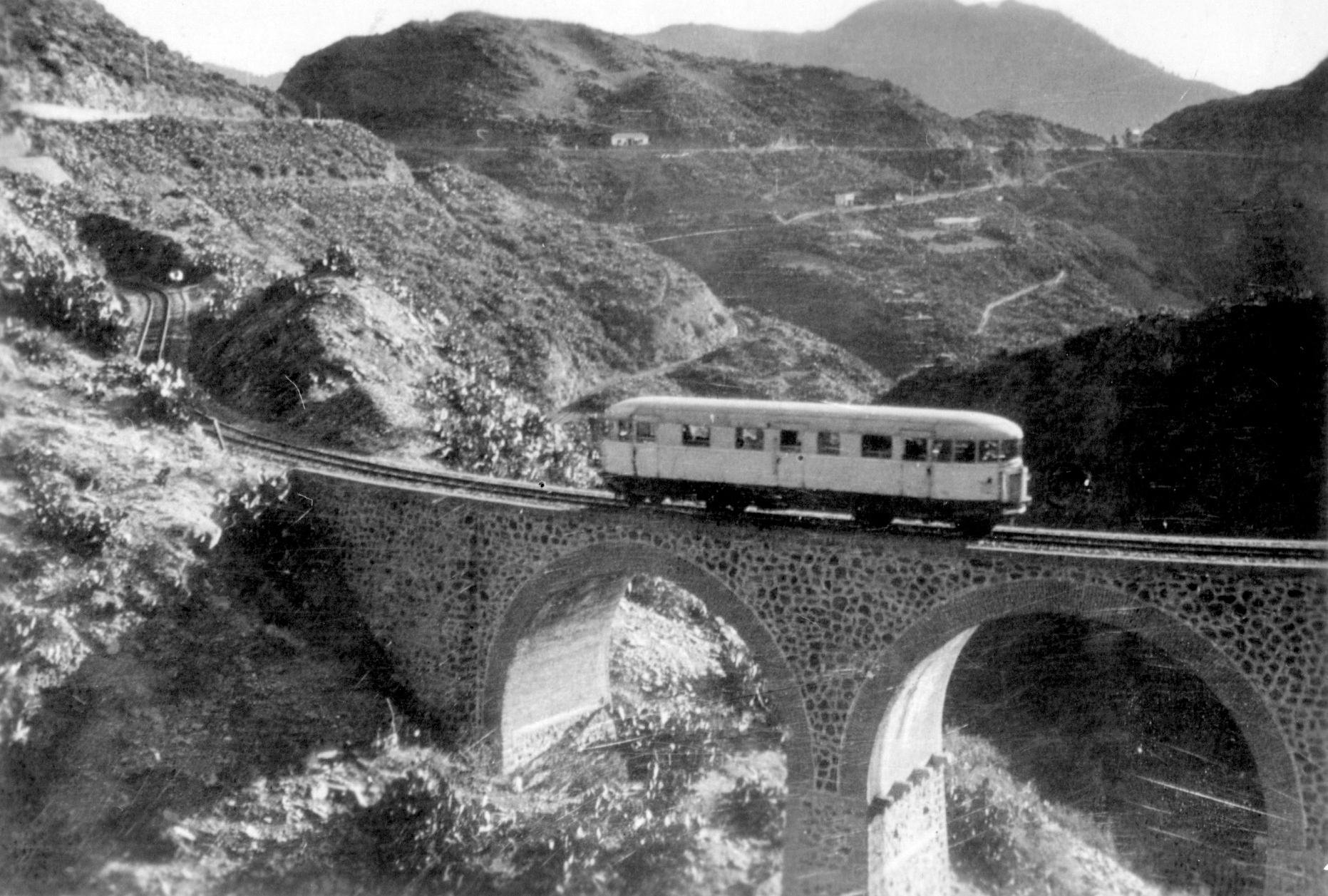
イタリア領東アフリカ（現エリトリア）で使用されていたA60形、1940年代後半
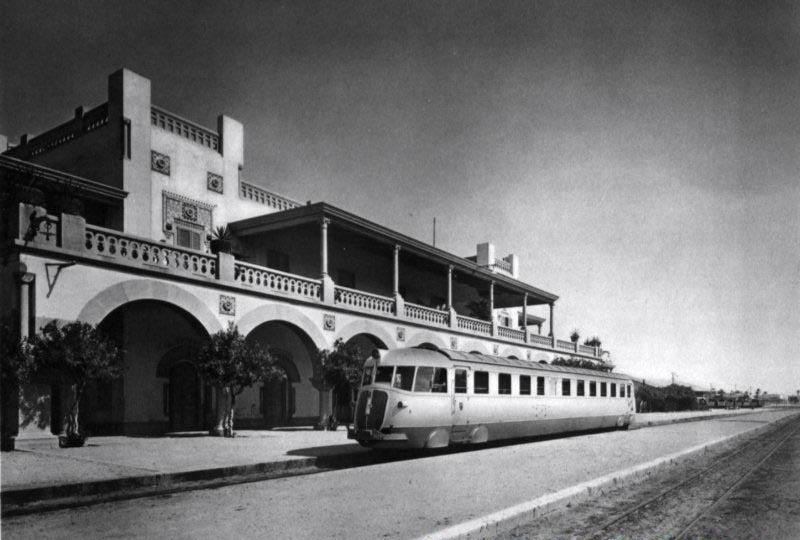
リビアのトリポリ駅に停車しているFI形、1950年代[注釈 26]
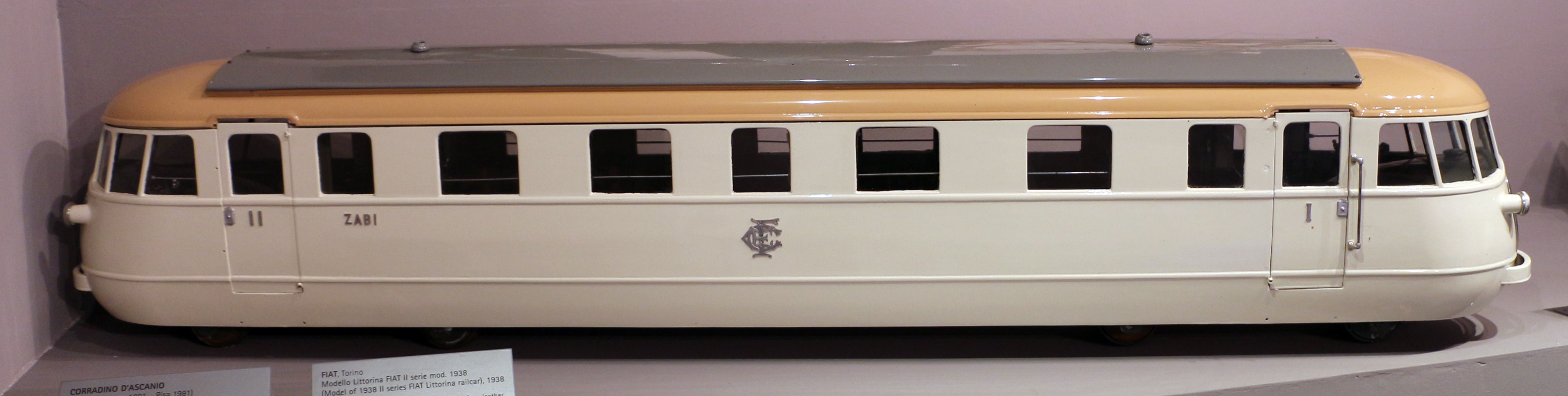
フランコ・エチオピア鉄道で使用されたZZ-AB形の模型、屋根上グレーの部分がアフリカ大陸用リットリナ標準装備の防熱用二重屋根
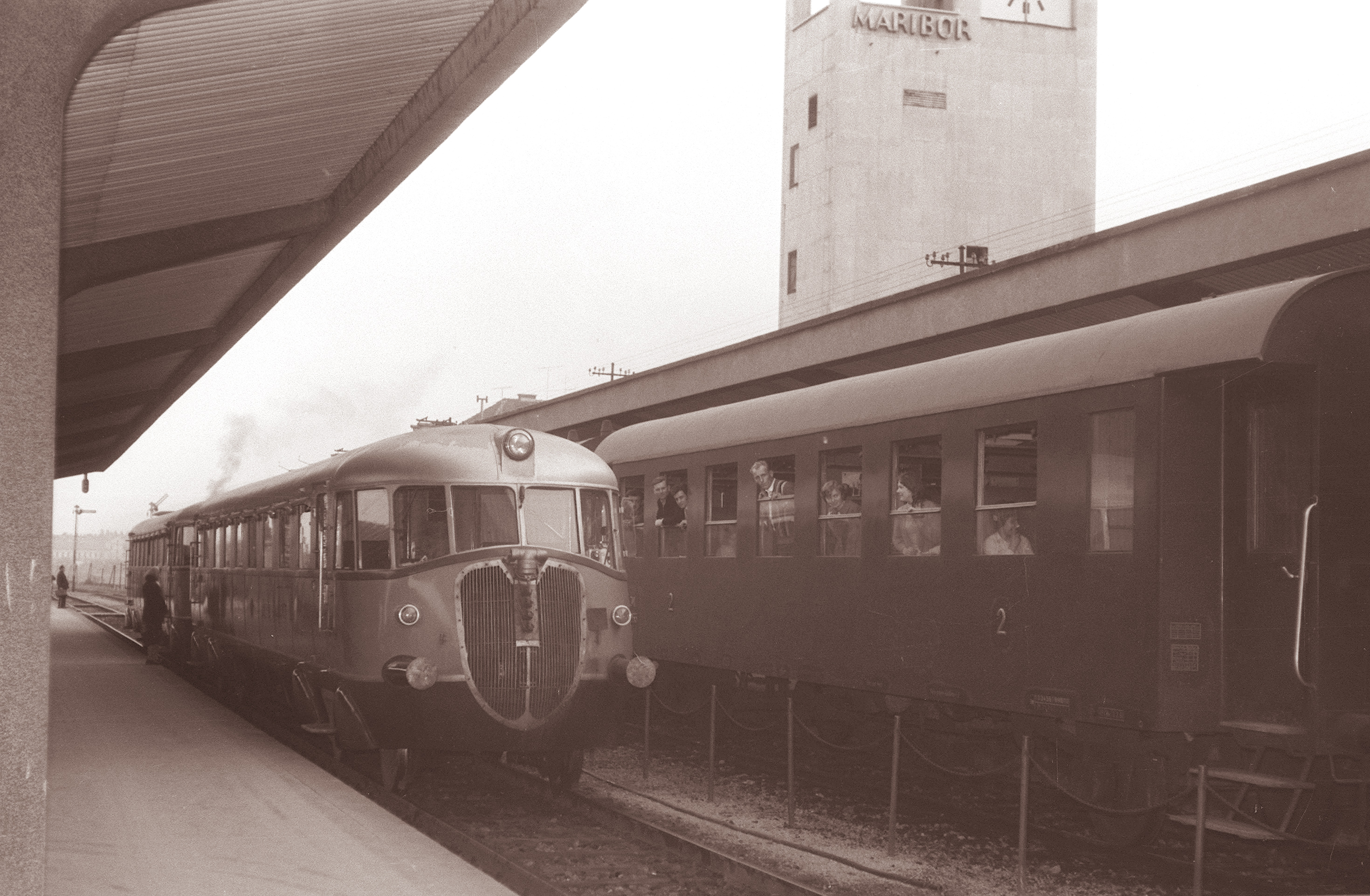
イタリアのオヴァーダ鉄道[注釈 27]から譲渡されてユーゴスラビア国鉄の819形となった機体、マリボル駅（現スロベニア）、1961年
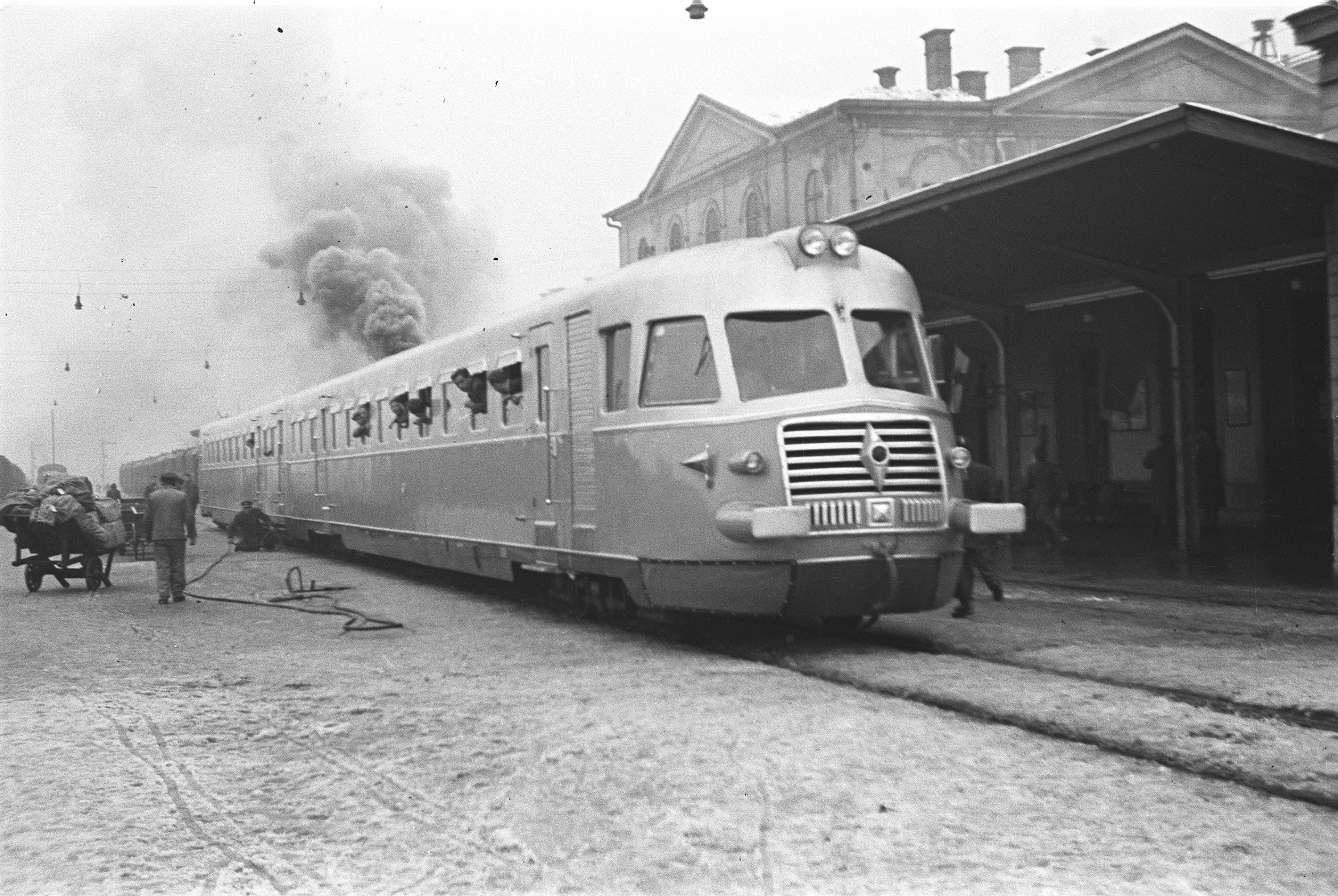
ユーゴスラビアで使用されていたALn772を片運転台化したユーゴスラビア国鉄713形、1957年
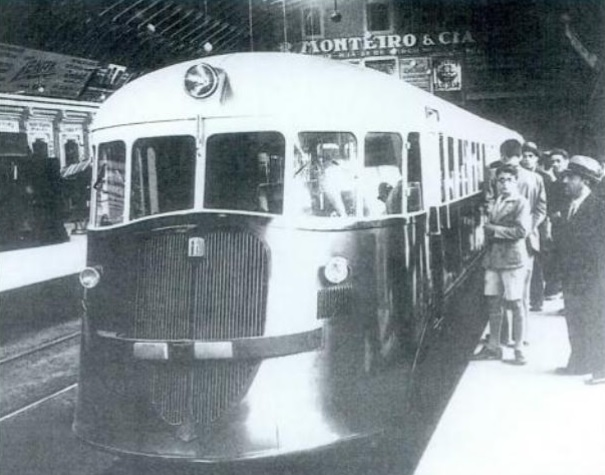
ブラジル中央鉄道で使用される1形、サンパウロのブラース駅に停車中、1937年
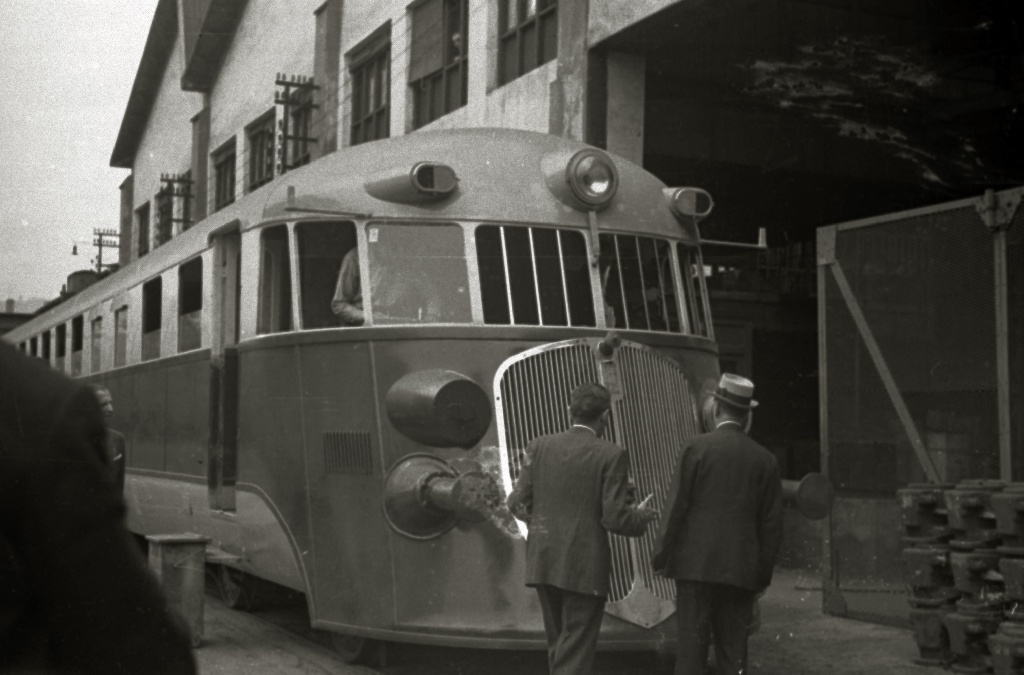
スペインの北スペイン鉄道のWDM300形、車体幅が2950mmと広い、スペインでライセンス生産された機体、1941年

### その他の機体
- 前述のとおり各国がその支配地域で運行していた1940年代前半のユーゴスラビアにおいて、パルチザンからイタリア陸軍が支配地域の鉄道を防御するためにリットリナをベースとした装甲列車である8機のM42と8機のM43が1942-44年に生産され、装甲車をベースとしたAB40、AB41、OM42といった装甲列車とともに配備されている。また、これらは後に北イタリアにも配備されているほか、1944年にはドイツ軍にも4機程度が供給され、062の30-34号機となっている。リブリ（イタリア語版）[注釈 28]と通称されるこの装甲列車はAnsaldoで製造されたもので、同社製の車体にFiat製のALn56.1000と同じ主機、台車、制御系とM13/40中戦車と同じDa 47/32を装備する砲塔2基などの兵装や無線通信機等を搭載している。
- 同様にイタリア陸軍が使用するために1941-42年にFiatで、1942年にOMでリットリナの主機、台車、制御系を使用したディーゼル機関車がそれぞれ製造されている。これらは北アフリカ戦線で使用する予定で、製造期間の短縮や費用の低減のために既存のリットリナをベースとしたものであり、Fiat製のものはALn556.1347、1348、1354、1358号車の装備を流用したとされる[1]、12面体の木鉄合造の車体を載せた機体、OM製のものはALn772.3200をベースに凸形の車体を乗せた機体となっており、いずれも車軸配置は(1A)'(A1)'のままであるが、牽引力を増強するために歯車比を変更している。いずれの機体も北アフリカには渡らずイタリア国内に残存して戦後イタリア国鉄の保有となり、前者は356の001-004号機に、後者はLn372の001-004号機となっており、こちらはリビア東部の都市に因んだトブルク[注釈 29]の名称で呼称されている。
- 1937年にはイタリア北部ピエモンテ州のトリノ-リーヴォリ軌道[注釈 30]にFiat製リットリナの車体を使用した電車であるTTR74形2両が導入されている。Fiat型番022でリットリーネ[注釈 31]と呼称されていたこの機体は、イタリア国鉄のALb80に類似ながら正面のラジエターがなく、屋根上にトロリーポールを装備した車体を持ち、定格出力40kWの主電動機4基をはじめとするSNOS[注釈 32]製の電機品を搭載していた。

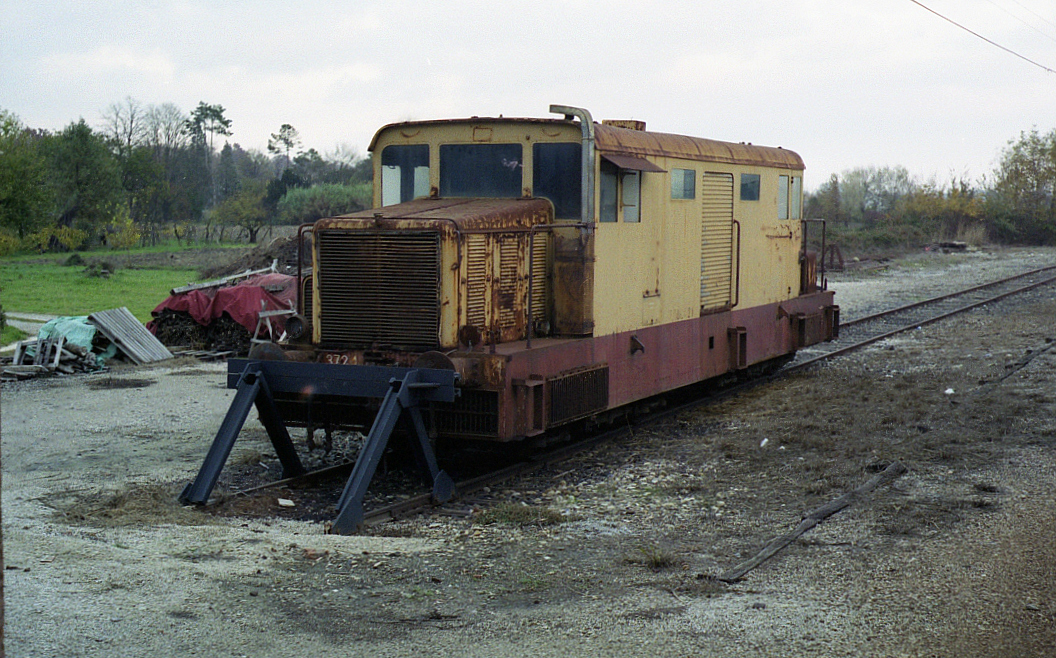
イタリア国鉄からパダーナ鉄道[注釈 33]に譲渡されてLn372.1号機となった旧Ln372.001号機、クアルテザナ駅、2003年
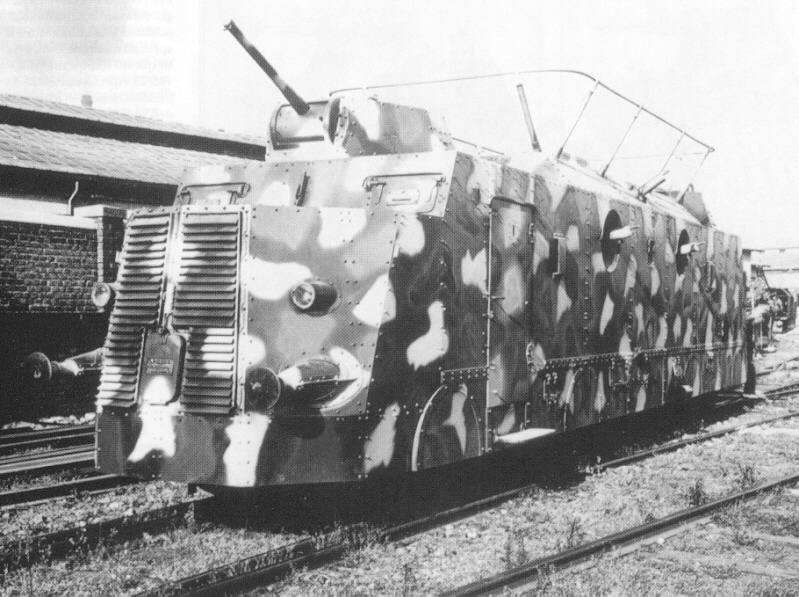
通称リブリと呼ばれる、ALn56.1000をベースとした装甲列車、イタリア軍およびドイツ軍で使用されている

### リットリナの名称について
- リットリナの名称はイタリア中部ラツィオ州の都市であるラティーナの第二次世界大戦終了までの名称であるリットリアに由来している[2]。1932年に、ベニート・ムッソリーニやFiatの創業者の一人で、当時会長であったジョヴァンニ・アニェッリ[注釈 34]らが乗車した、後にALb48となる同社製の新しい気動車による列車がローマからリットリアまで運行された際に、ジャーナリストによりつけられたものである[3]
- リットリナは明確に定義されたものではないため、その範囲の解釈、使用法はさまざまであり、概略以下のように分類される
  - 狭義のリットリナ：ALb48から始まるFiat製の一連の軽量気動車をリットリナとするもの。同社はリットリナの名称をブランド名として使用しており、整備マニュアル、パーツカタログ等にも”Littorina"の名称を記載している[3]。
  - 一般的なリットリナ：1930年代から第二次世界大戦前までの期間のイタリア製の軽量気動車をリットリナとするもの。上記のFiat製の機体のほか、Breda、OM、Ansaldo製の機体や、蒸気動車であるALv72、木炭ガス気動車のALg56や液体式気動車であるALn772も含まれる[4]。
  - 広義のリットリナ：上記の機体のほか、ALn880、ALn990、ALn668などの戦後製のイタリア製気動車や各地の私鉄の中型・小型2軸ボギー気動車も含めてリットリナとする[5]もの。
- イタリア国鉄における形式名のアルファベット部分の1文字目の"A"は動力車両、2文字目の"L"は軽量を表し、荷物室付の場合は”D"、郵便室付の場合は”U"が付加され、その後に続く"n"は軽油、"b"はガソリン、"g"は木炭ガスの各燃料を表している。アルファベットに続く数字の10位と1位は座席数を、100位の数字がある場合は総括制御が可能であることを表しており、10位と同じ数字が繰返されている。また、機番は3桁もしくは4桁で、最初の数字は、"1"がFiat製、"2"はBreda製、"3"はOM製、"4"はAnsard製を表し、それに続く数字が番台区分と製造順を表している。この形式付与方式では燃料種別と座席数が同一であれば同一形式となるため、例えばALn556でFiat製のALn556とBreda製のALn556機体を区別したり、Fiat製のALn556の1200番台と1300番台を区分して呼称する際にはそれぞれALn556.1200、ALn556.1300、ALn556.2200もしくはALn556.12、ALn556.13、ALn556.22と呼称されている。

## 仕様

### 車体
- Fiat製の機体の車体は特有の鳥かご構造と呼ばれる軽量車体となっている。これは鋼管を含む細い鋼材をかごのように溶接組立して組上げた骨組にアルミニウムの外板を貼付けて鋼体としたもので、この構造に加え、リットリナのみでの短編成に対応した車体端荷重を想定した構造とすることと、車体幅や屋根高の小さい車体断面とすることで軽量化を図ったものとなっている。
- 両先頭部は1937年までの機体は半円柱形の流線形で、一部は前後方向に後退角を持ったのものとなっており、正面窓は平面ガラスの8枚窓構成でうち正面中央の2枚は車体曲面に合わせて縦4枚の平面ガラスを組合わせたものを標準として、一部の機体では曲面ガラスが使用されている。1937年のALn556.1200など以降は、基本的な窓配置は同一のまま、後退角を持つとともに上下方向にも丸みを帯びた流線形となっており、大型の楯型で2次曲面で丸みを帯びた形状のラジエーターグリルが設置されている。いずれのデザインでも、連結器は長大編成を考慮しない簡易的なもので、基本的には緩衝器が左右、フックが中央にあるタイプとなっており、簡易的な連結棒で連結するものが多かった。
- その他のメーカーの機体の車体は、一般の鉄道車両の軽量車体をベースに、 短編成に対応した車体端荷重を想定した構造とすることと、車体幅や屋根高の小さい車体断面とで軽量化を図ったものとなっており、Fiat製の機体と同様に連結器も簡易的なものとなっている。先頭部は、Breda製の機体は先頭部上半部に後退角を持たせた流線形のデザインとなっており、量産型のALn56.2000やALn556.2200などでは、角ばった形状であった試作型のALb72.200などからやや丸みを持った形状に変更となっており、前面窓は後退角に合わせた菱形形状の8枚窓構成となっている。また、OM製の機体は半円柱形の流線形のデザイン、Ansaldo製の機体とFIat/OM製のALn772は丸みを持った流線形のデザインとなっている。
- イタリア国内で使用された機体の一般的な車体塗装はイタリア鉄道車両標準のイザベラと呼ばれる赤茶色をベースに、車体下部の床下機器カバー部等を茶色としたものとなっているが、使用線区や用途に応じて他の塗装にもなっている。また、アフリカ大陸で使用された機体は防熱のため、車体は明るいグレーとなっていた。
- 室内は用途によってさまざまなバリエーションがあり、イタリア国鉄などではローカル列車のみならず都市間高速列車にも使用されたため、座席も通常の3等室の2+2列の4人掛けの固定式クロスシートのほか、2+1列の2人掛けの2等もしくは1等室としたものや、厨房・配膳室を持ち、食事のシートサービスを行っていた機体もあった。そのほか、トイレ、荷物室、郵便室などが設置されたほか、一部の機体は荷物列車用に全室荷物室となったり、鮮魚輸送用の冷蔵車に改造された機体もあり、イタリア国鉄のATS1やALn772.1009号車は要人輸送用として、サロン、厨房のほか、ダイニング、寝室、シャワー室を備えた個室を配置していた。
- 運転室/主機室内は中央部に大型の主機カバーが、基本的にはその左側に運転台が設置されており、主機を片側車端に1基のみしか搭載していない機体でも、主機カバーよりは小さいものの同様の位置にラジエターカバーが設置されていた。Fiat製の機体の運転台はデスクタイプのもので、運転台前方が計器・スイッチ盤となっており、最初期のALb48、ALb64などでは、クラッチ、変速機、 逆転機の各レバーが縦軸のハンドル、アクセルおよび空気ブレーキは運転台手前の床面付近に設置されたペダル、手ブレーキは運転台側面のレバー式ハンドルによりそれぞれ操作される。その後のALb56.1000などでは空気ブレーキが通常の鉄道車両と同様の縦軸のハンドル式に、重連総括制御対応のALb556.1200以降ではクラッチと変速機を同一の縦軸式ハンドルで制御する方式になり、手ブレーキも円形のハンドル式となっている。なお、重連総括制御対応の機体でも、運転台のスイッチ盤や計器・表示灯類が2両計4基分の主機にしか対応していないため、重連総括制御は2両までとなっており、それ以上の編成では2両単位で運転士が乗務していた。Breda製の機体の運転台も類似の配置であったが、クラッチと変速機のハンドルが丸型のハンドルで運転台中央に配置されており、また、Ansaldo製のALn56.4000では台車に装荷された主機の前方に運転台が設置されていた。

### 走行装置
- リットリナはFiat/OM製のALn772を除き主機と変速機、駆動装置を2軸ボギー台車上に搭載して一つのパワーユニットとしていることが特徴となっている。この方式は台車上部車体内に主機カバーが設置されるために客室スペースが狭くなるという欠点があるが、主機と駆動系が車体から分離しているため、騒音・振動が抑制できること、駆動系がコンパクトにまとまっていること、故障時には台車単位でパワーユニットを比較的容易に交換できることなどの利点があった。また、Fiat/OM製のALn772では車体両端部の床上に主機を搭載する方式としている。リットリナで使用された主なエンジンは以下の通り。

| 形式        | メーカー(原設計) | 方式       | シリンダー配置 | 排気量 (l) | 定格出力 (kW/rpm) | 燃料噴射方式 | シリンダー 径×ストローク (mm×mm) | 圧縮比 |
| ----------- | ---------------- | ---------- | -------------- | ---------- | ----------------- | ------------ | -------------------------------- | ------ |
| 255         | Fiat             | ガソリン   | 直列6気筒      |            | 88/2000           | 予混合式     |                                  |        |
| 355C        | Fiat             | ディーゼル | 直列6気筒      | 8.35       | 59/1700           | 直噴式       | 108×152                          | 14.5   |
| 356C        | Fiat             | ディーゼル | 直列6気筒      | 9.97       | 85/1700           | 予燃焼室式   | 115×160                          | 17     |
| 357         | Fiat             | ディーゼル | 直列6気筒      |            | 107/1600          |              |                                  |        |
| V1612       | Fiat             | ディーゼル | V型12気筒      |            | 294/1600          |              |                                  |        |
| T10         | Breda            | ガソリン   | 直列6気筒      | 10.26      | 98/2000           | 予混合式     |                                  |        |
| AEC         | Breda(AEC)       | ディーゼル | 直列6気筒      | 8.85       | 95/2100           | 予燃焼室式   |                                  |        |
| B17         | Breda            | ディーゼル | 直列6気筒      |            | 110/1800          |              |                                  |        |
| BUD         | OM(Saurer)       | ディーゼル | 直列6気筒      | 14.55      | 95/1500           |              |                                  |        |
| BXD         | OM(Saurer)       | ディーゼル | 直列6気筒      | 14.33      | 110/1500          | 直噴式       | 130×180                          | 15.2   |
| Q122/8V     | Analdo           | ディーゼル | V型8気筒       | 16.37      | 100/1500          |              |                                  |        |
| Q122/8V改   | Analdo           | 木炭ガス   | V型8気筒       | 21.55      | 88/1500           |              |                                  |        |
| 1. 2. 3. 4. |                  |            |                |            |                   |              |                                  |        |

- 主機は当初はガソリンエンジンが使用され、後にディーゼルエンジンが使用されているが、寒冷時の始動性の良さや燃料価格が安価であることから、イタリア国鉄のFiat製およびBreda製それぞれのALn56では両方式の主機を持つ機体が並行して生産されていた。しかし、事故時の安全性の問題からその後はディーゼルエンジンに一本化され、ガソリンエンジンはディーゼルエンジンに換装されたり、第二次世界大戦時には天然ガスエンジンに改造されたりしたほか、主機を降ろして付随車化されたりしている。
- クラッチおよび変速機もトラック、バスや大型の戦闘車輌などと同じ方式のもので、運転台のレバー・ハンドル操作による空気、電磁空気もしくは電磁油圧制御式となっている。Fiat製の機体はマニュアルトランスミッションのものと同じ4段変速のものをクラッチとともに空気もしくは電磁空気制御で変速操作を行う変速機を搭載している。Breda製の機体の変速機は欧州では1930-50年代頃に多用された常時噛合せ式の歯車をクラッチで切換える方式で、遊星歯車を使用したウィルソン式変速機（英語版）にシンクレア製の流体継手を組合わせた5段変速のセミオートマチック方式、Ansaldo製のものはマイルス式変速機（ドイツ語版）を使用した同じくセミオートマチック方式となっている。また、OM製の機体およびFiat製のALn772はリスホルム・スミス式液体変速機であるDF1.15を搭載した液体式となっており、クラッチ、変速機は同じく運転台からの電磁油圧操作となっている。
- ラジエーターは車体前後部に設置されており、列車の進行方向によって冷却効率が変化することから、各主機が前後のラジエーターをそれぞれ使用する方式もしくは、前後の主機で機関冷却水を共用し、前後のラジエーターでそれぞれ冷却された機関冷却水を混合する方式とされている。
- 台車は鋼材組立式台車で、Fiat製のものはトラックの車台と同様に型鋼をラダー状に組み立てたもので、台車枠が車輪の内側にある内側台枠式であることが特徴となっている。台車の車体端側には主機および変速機、逆転機、直流発電機、空気圧縮機などの補機類が搭載され、主機の出力はドライブシャフトにより台車の車体中央側の動軸の減速機を経由して動輪に伝達されるが、勾配区間用のイタリア国鉄ALn56.1900のみは2軸駆動式の台車を装備している。なお、台車の車体支持点を動軸中心から動軸寄りの位置に設置することで、動軸の軸重を確保している。軸箱支持方式は軸箱守式、軸ばねは重ね板ばねであり、板ばねの中央部がシャフトを介して台車に対し回転可能な状態で固定されており、板ばねの一端は軸箱上部に固定されて荷重を伝達し、もう一端は上下に可動可能なコイルばねを介して台車枠に固定されている。また、牽引力は台車のセンターピンを介して伝達され、枕ばねは設置されず、車体荷重は台車のセンターピンの左右に設置されたローラーと、このローラーに接する車体の側受を介して伝達される。このほか、各車輪には砂撒き装置が設置されている。
- Breda製の台車は通常の鉄道車両のものをベースとしたものであるが、台車枠に主機や変速機、逆転機、補機類を搭載するために内側台枠式となっており、車体中央側の動軸が駆動軸で、軸箱支持方式は軸箱守式、軸ばね、枕ばねとも重ね板ばねとなっている。OM製のものとFiat製のALn772では主機と変速機が車体装荷となったため通常の気動車の台車と同様の構造となっており、台枠は外側台枠式、軸箱支持方式は軸箱守式、軸ばねコイルばね、枕ばねは重ね板ばねで、駆動軸は同じく車体中央側となっている。Ansaldo製のものは外側台枠式として、FiatやBreda製の台車のような台車枠上部ではなく、動軸と反対側の従軸と左右台枠の間に主機を搭載して上部への主機の張出しを小さくしていることが特徴となっている。
- ブレーキ装置として空気ブレーキと手ブレーキを装備している。基礎ブレーキ装置は自動空気ブレーキ装置と手ブレーキ装置により動作するもので、Fiat製の機体は各車輪に併設されたドラムブレーキによるもの、その他のメーカー製の機体は通常の鉄道車両と同じ両抱式の踏面ブレーキとなっている。

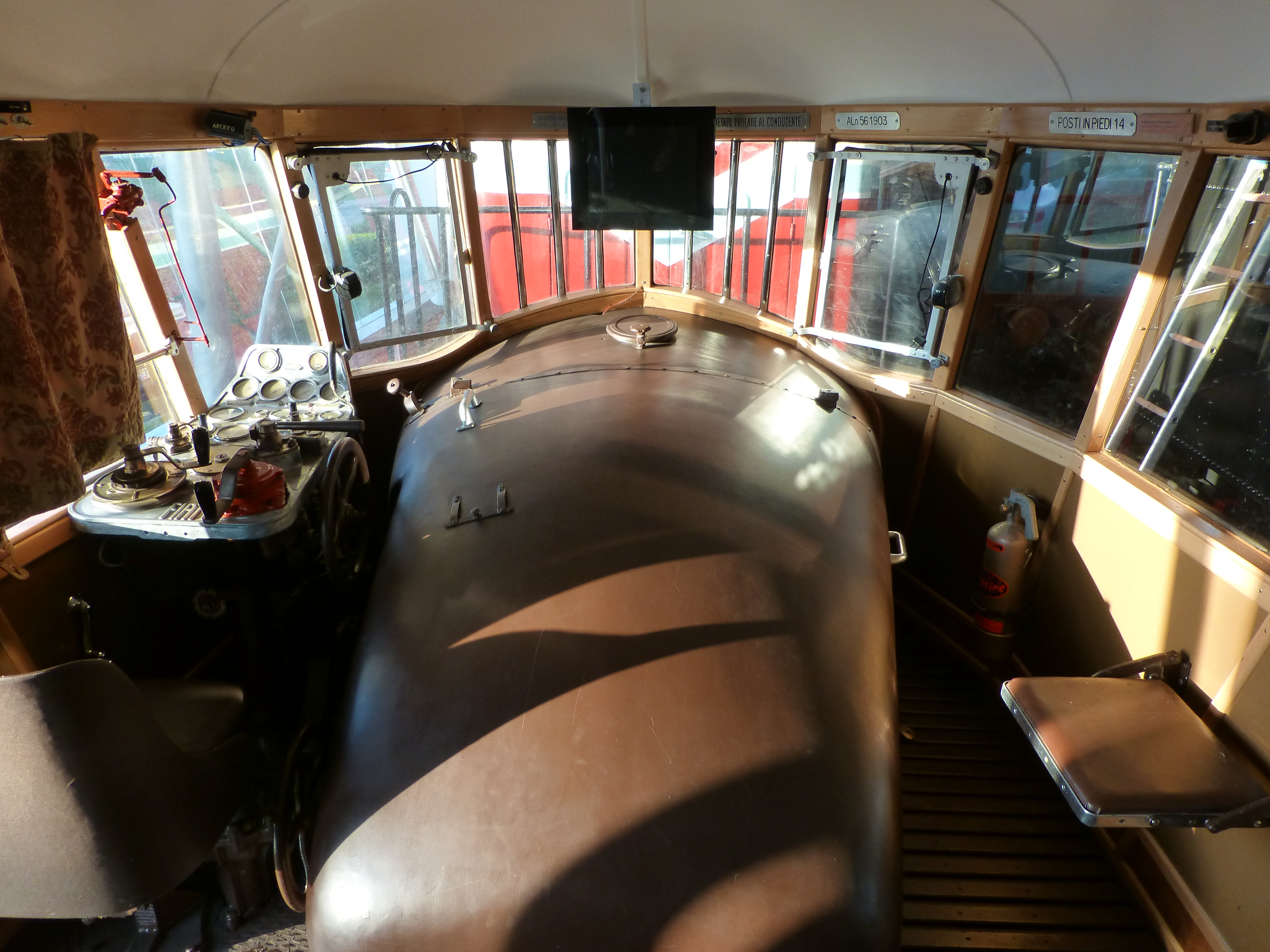
Fiat製のALn56.1903号車の運転室内、中央に主機のカバーが、左側に運転席が設置される、2014年
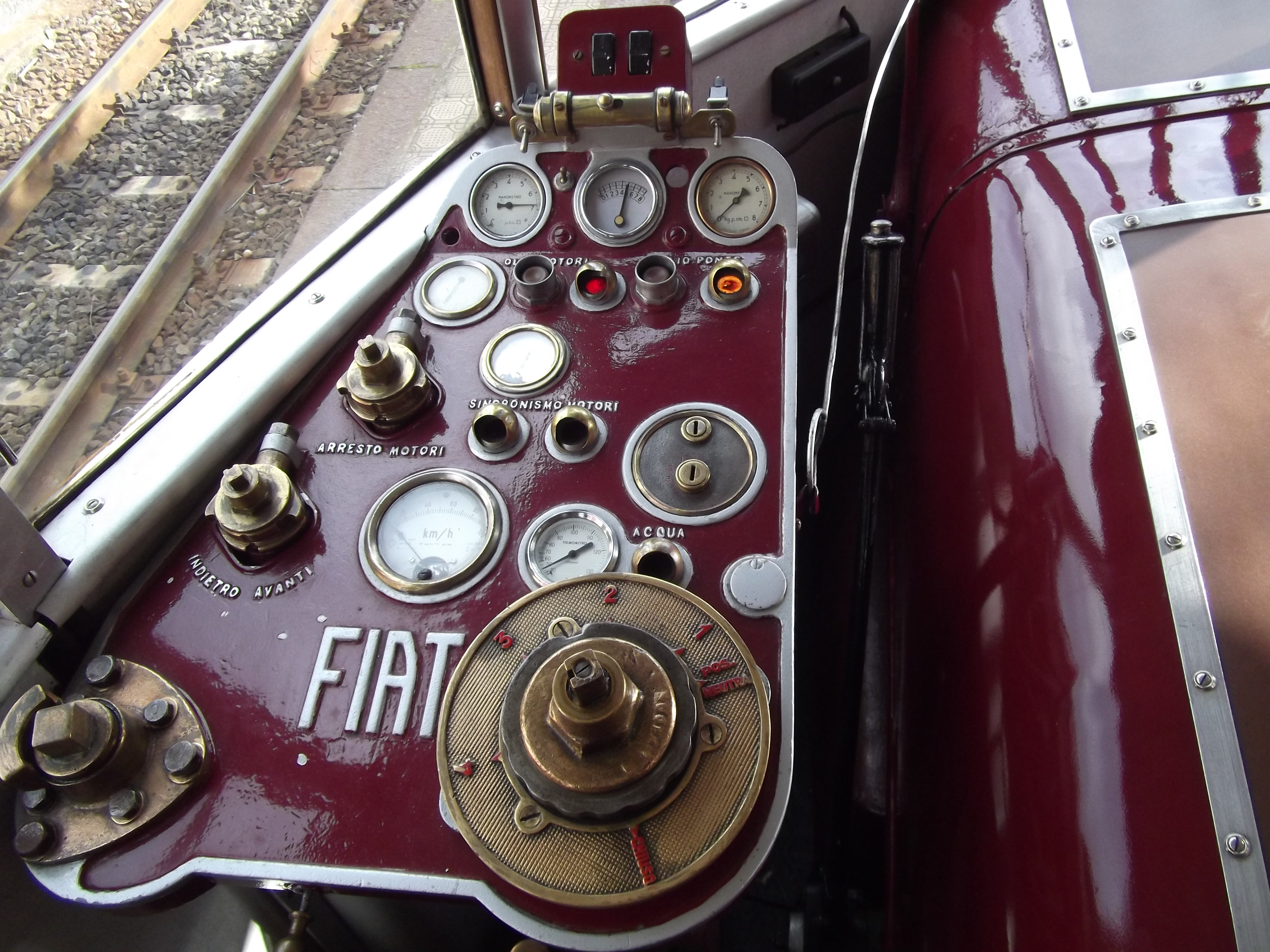
Fiat製で重連総括制御未対応の機体の標準的な運転台、エトナ環状鉄道のALn56.06号機、手前右側が変速機制御ハンドル、左側はブレーキハンドル、中央左側が逆転器とクラッチハンドル（いずれもハンドルレバーは外されている）、2006年
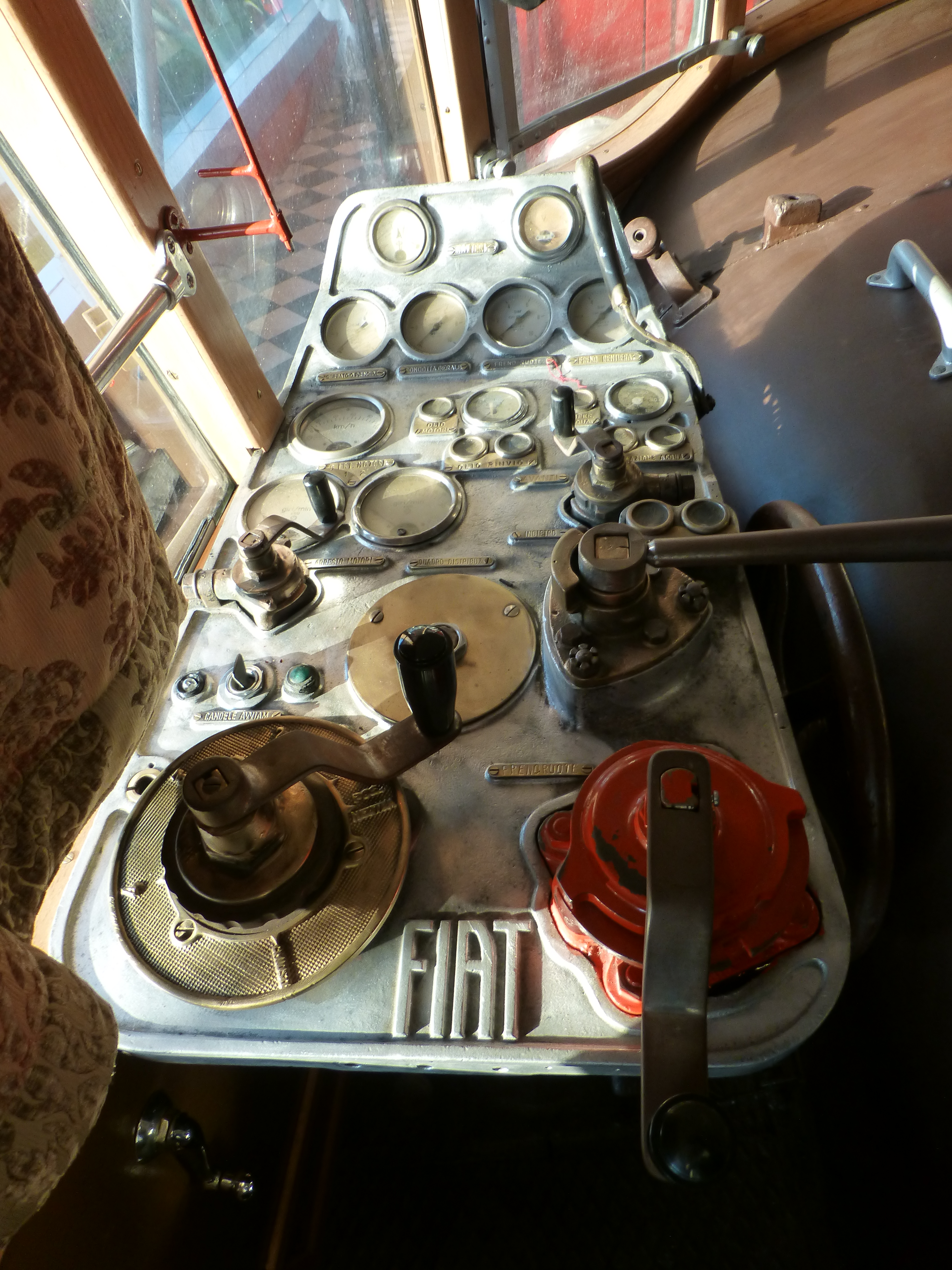
ラック区間対応、重連総括制御未対応のFiat製ALn56.1900の運転席、一般のリットリナからラック区間で使用するピニオン用ブレーキ操作ハンドル、レバーが増設されている
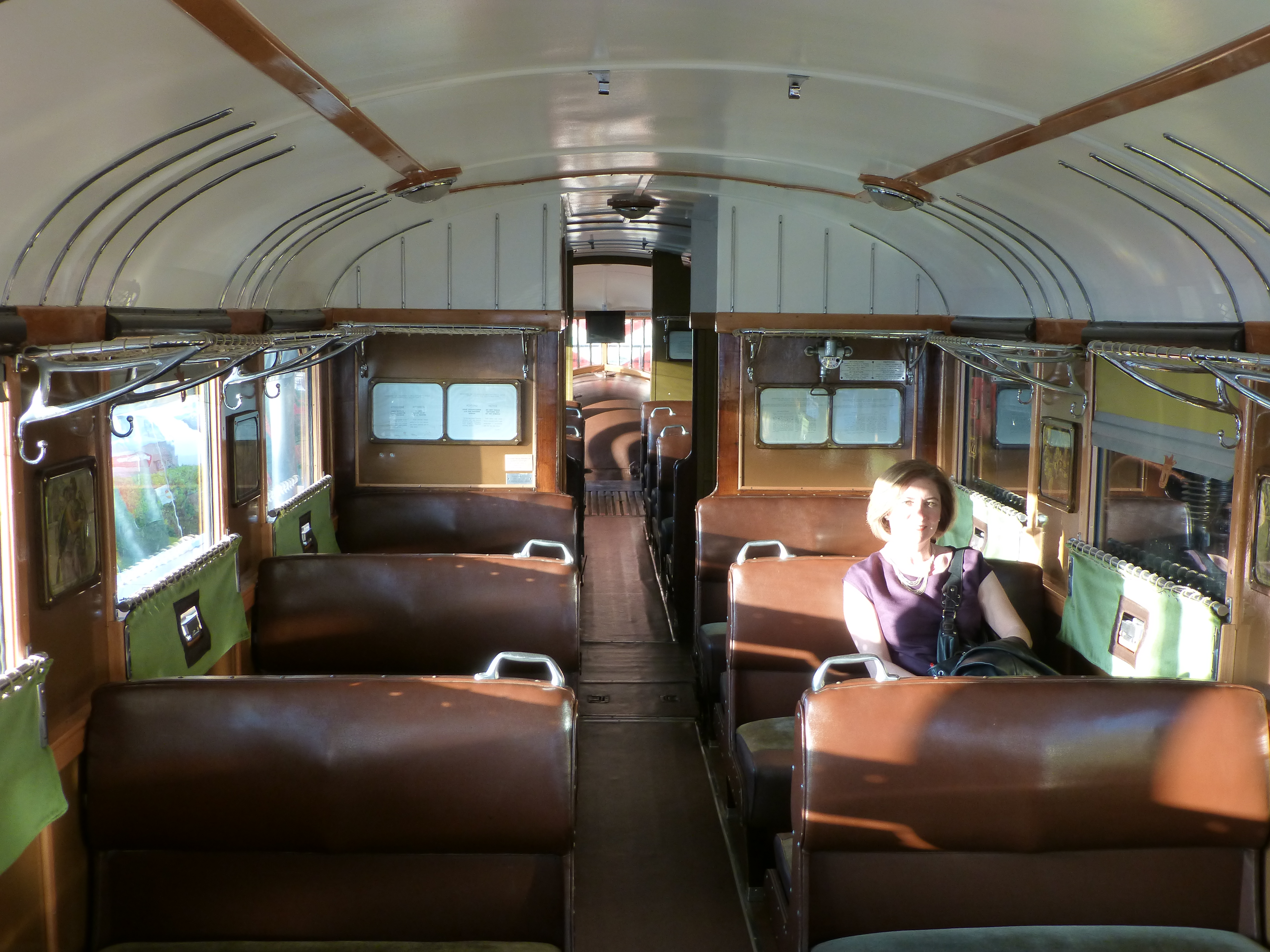
同じくALn56.1903号車の室内、2012年
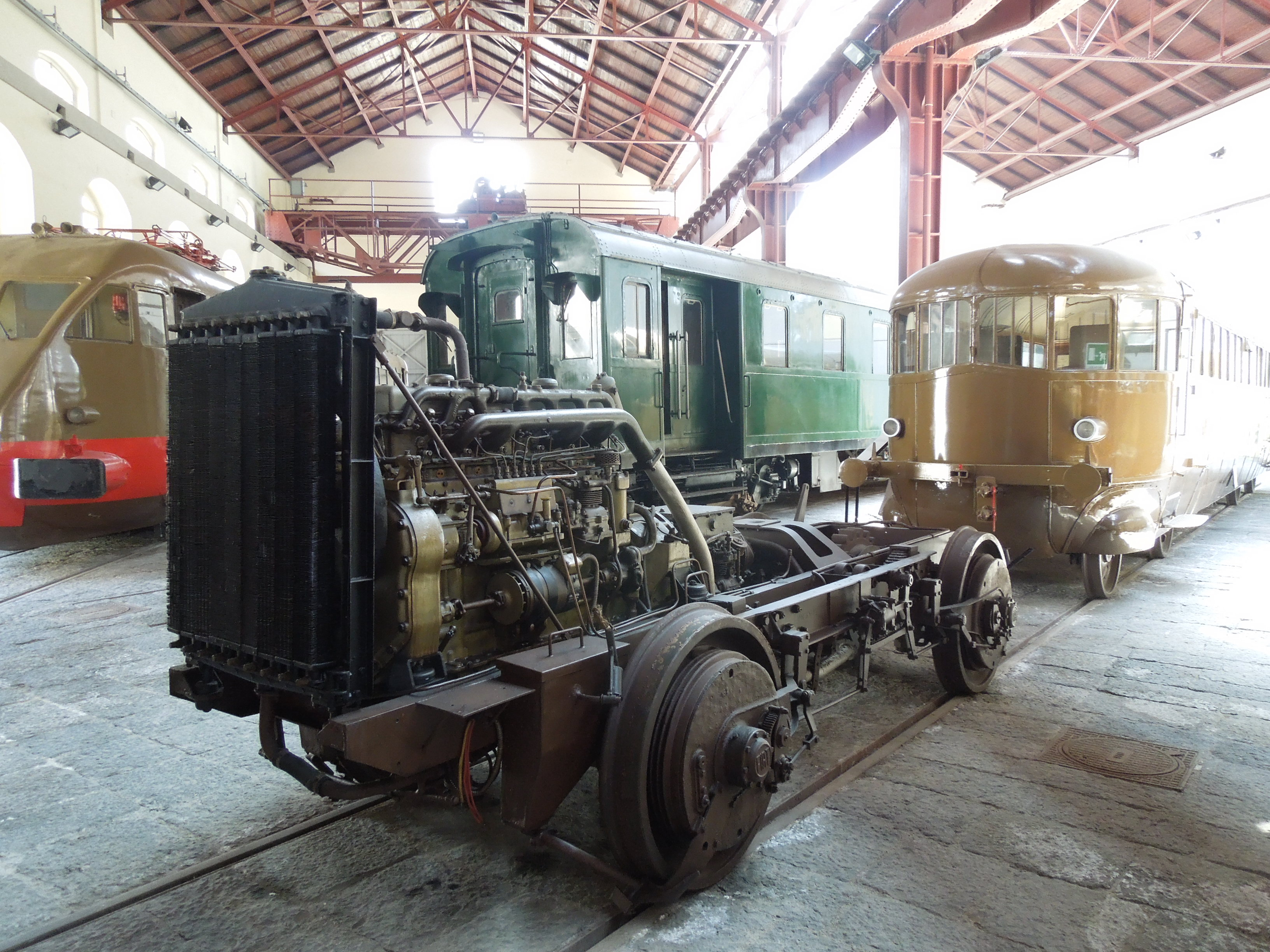
Fiat製リットリナの台車、主機、変速機等がトラックのフレームに類似の台車に搭載される、ブレーキはドラム式、2軸駆動、ラック区間用ブレーキピニオンを装備するALn56.1900のもの、2012年
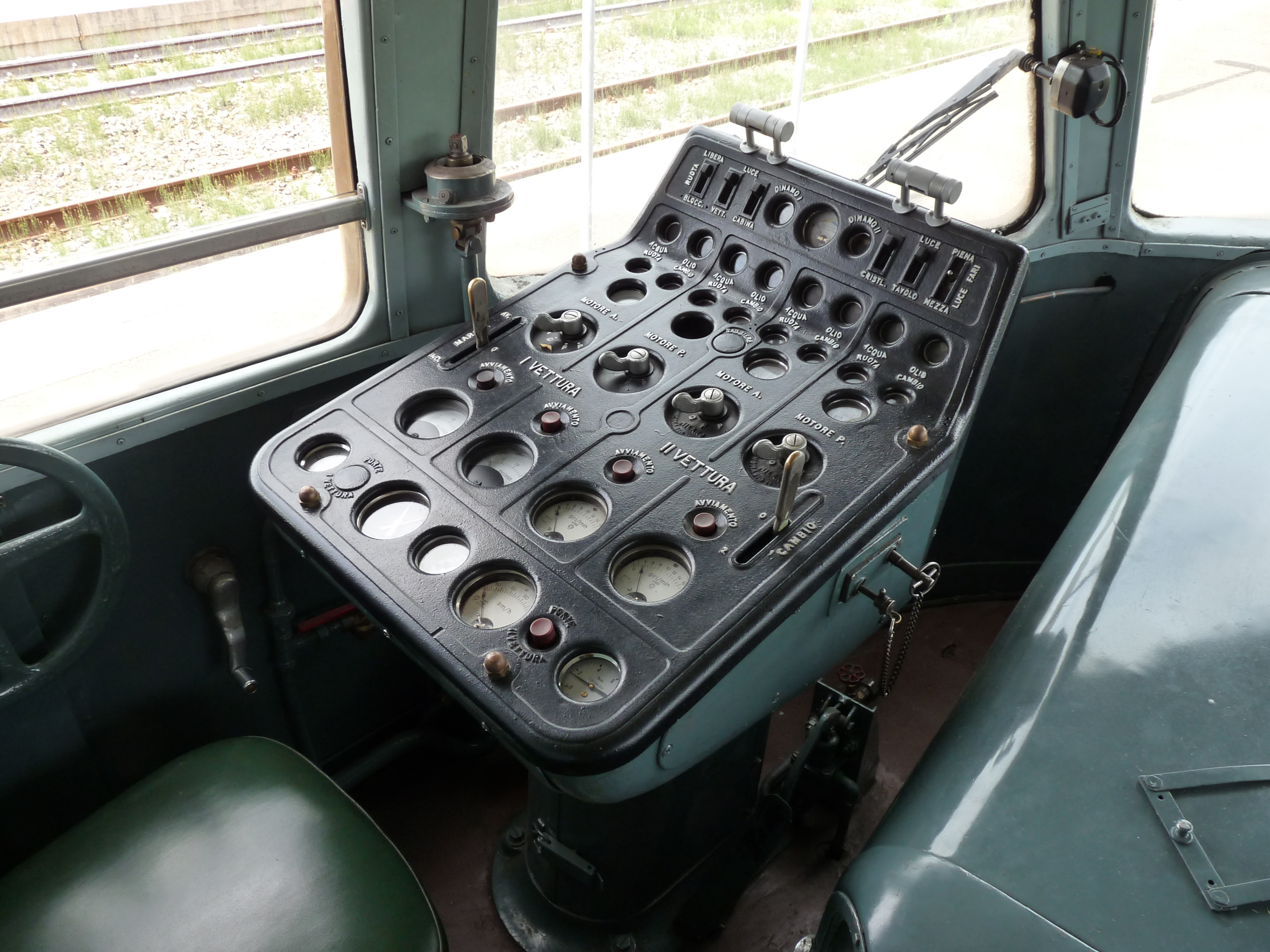
液体式となったALn772の運転台、2基の主機、変速機に対応するためスイッチ、計器類が2組用意される、アクセルはペダル式、2018年
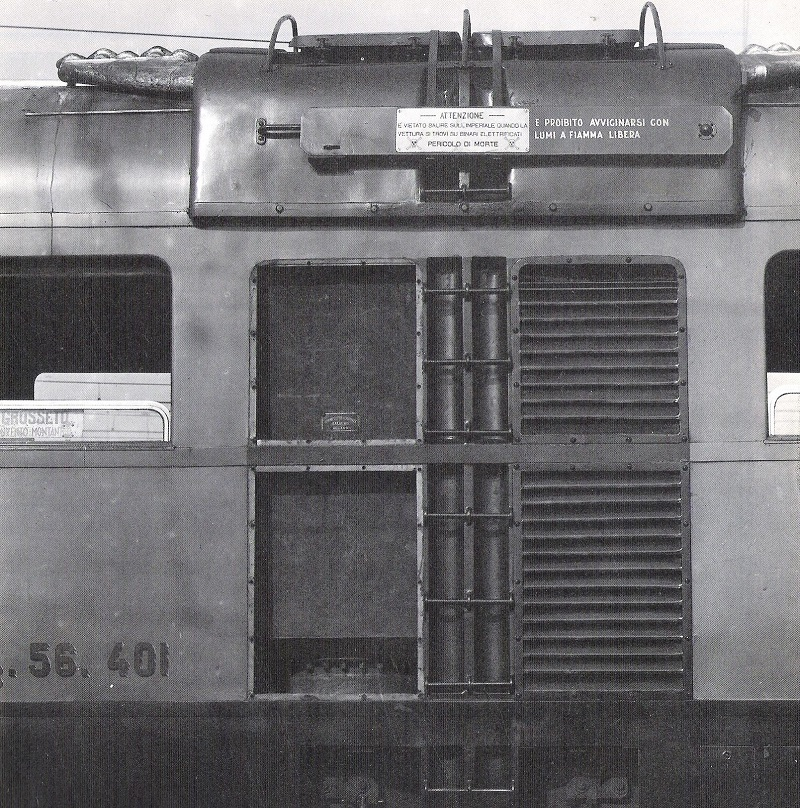
ALg56の木炭ガス発生装置搭載部分、1940年頃

## リットリナ一覧
| ALb48                                                                  | 004A | イタリア             | イタリア国鉄                     | 1933        | 15  | 1435 | 14800 | 3等48                                  | (1A)'2'        | ガソリン   | Fiat 255   | 2 | 88×2  | 115 |
| ALb64                                                                  | 004B | イタリア             | イタリア国鉄                     | 1933        | 48  | 1435 | 17600 | 3等64                                  | (1A)'2'        | ガソリン   | Fiat 255   | 1 | 88    | 103 |
| ALb80                                                                  | 004C | イタリア             | イタリア国鉄                     | 1933        | 10  | 1435 | 22000 | 3等80                                  | (1A)'(A1)'     | ガソリン   | Fiat 255   | 2 | 88×2  | 130 |
| BCz48.22                                                               | 005  | イタリア             | サンティア-ビエッラ鉄道          | 1933        | 3   | 1435 | 14800 | 3等48                                  | (1A)'2'        | ガソリン   | Fiat 255   | 1 | 88    | 115 |
| ALn52                                                                  | 006  | イタリア             | スッザーラ-フェラーラ鉄道        | 1936        | 1   | 1435 | 22400 | 1等20/2等32                            | (1A)'(A1)'     | ディーゼル | Fiat 356C  | 2 | 85×2  | 105 |
| ALn56.1000                                                             | 007  | イタリア             | イタリア国鉄                     | 1934        | 110 | 1435 | 17600 | 3等56                                  | (1A)'(A1)'     | ディーゼル | Fiat 355C  | 2 | 59×2  | 110 |
| ALDb.100                                                               | 008  | イタリア             | イタリア国鉄                     | 1934        | 3   | 1435 | 14800 | 荷物室                                 | (1A)'2'        | ガソリン   | Fiat 255   | 1 | 88    | 93  |
| BCz64.36                                                               | 009  | イタリア             | サンティア-ビエッラ鉄道          | 1934        | 1   | 1435 | 22000 | 2等16/3等48                            | (1A)'2'        | ガソリン   | Fiat 255   | 1 | 88    | 130 |
| ALb56.100                                                              | 010  | イタリア             | イタリア国鉄                     | 1935        | 50  | 1435 | 17600 | 3等56                                  | (1A)'(A1)'     | ガソリン   | Fiat 255   | 2 | 88×2  | 110 |
| A60                                                                    | 011  | エリトリア           | エリトリア鉄道                   | 1935        | 2   | 950  | 12350 | 1等8/2等8/3等8                         | (1A)'(A1)'     | ガソリン   | Fiat 255   | 2 | 88×2  | 79  |
| ALn40                                                                  | 015  | イタリア             | イタリア国鉄                     | 1936        | 18  | 1435 | 22700 | 1等17/2等23/厨房                       | (1A)'(A1)'     | ディーゼル | Fiat 357   | 2 | 107×2 | 130 |
| 04-00                                                                  | 015  | ブルガリア           | ブルガリア国鉄                   | 1941        | 7   | 1435 | 22700 | 1等17/2等23/厨房                       | (1A)'(A1)'     | ディーゼル | Fiat 357   | 2 | 107×2 | 130 |
| ATR100                                                                 | 016  | イタリア             | イタリア国鉄                     | 1940        | 9   | 1435 | 60190 | 1等115/厨房/荷物室                     | (1A)'2'2'(A1)' | ディーゼル | Fiat V1612 | 2 | 294×2 | 160 |
| ALn72                                                                  | 017  | イタリア             | スッザーラ-フェラーラ鉄道        | 1935        | 3   | 1435 | 22400 | 3等72                                  | (1A)'(A1)'     | ディーゼル | Fiat 356C  | 2 | 84×2  | 112 |
| ANz601                                                                 | 018  | イタリア             | ピサ-ポンテデーラ/カルチ軌道     | 1935        | 1   | 1435 | 15200 | 3等40                                  | (1A)'2'        | ディーゼル | Fiat 356C  | 1 | 84    | 95  |
| ALn200                                                                 | 019  | イタリア             | 南サルデーニャ鉄道               | 1935        | 4   | 950  | 14930 | 1等6/2等30                             | (1A)'2'        | ディーゼル | Fiat 355C  | 1 | 59    | 83  |
| 不明                                                                   | 023  | ソビエト連邦         | ソビエト連邦                     | 1935        | 2   | 1524 | 22000 | 72                                     | (1A)'(A1)'     | ガソリン   | Fiat 255   | 2 | 88×2  | 130 |
| WDM300                                                                 | 024  | スペイン             | 北スペイン鉄道                   | 1935        | 6   | 1674 | 24330 | 2等25/3等66/荷物室                     | (1A)'(A1)'     | ディーゼル | Fiat 357   | 2 | 107×2 | 105 |
| A62                                                                    | 025A | エリトリア           | エリトリア鉄道                   | 1935        | 6   | 950  | 12760 | 3等32                                  | (1A)'(A1)'     | ディーゼル | Fiat 356C  | 2 | 85×2  | 68  |
| A68                                                                    | 025C | エリトリア           | エリトリア鉄道                   | 1936        | 1   | 950  | 12760 | 荷物室                                 | (1A)'(A1)'     | ディーゼル | Fiat 356C  | 2 | 85×2  | 68  |
| A69                                                                    | 025D | エリトリア           | エリトリア鉄道                   | 1938        | 2   | 950  | 12760 | 人員輸送室                             | (1A)'(A1)'     | ディーゼル | Fiat 356C  | 2 | 85×2  | 68  |
| ALn56.1000                                                             | 026  | イタリア             | イタリア国鉄                     | 1936        | 100 | 1435 | 17600 | 3等56                                  | (1A)'(A1)'     | ディーゼル | Fiat 355C  | 2 | 59×2  | 110 |
| 9220                                                                   | 027  | スペイン             | スペイン国鉄                     | (1936) 1947 | 6   | 1674 | 24050 | 2等24/3等45/荷物室                     | (1A)'(A1)'     | ディーゼル | Fiat 357   | 2 | 107×2 | 105 |
| ALn56                                                                  | 028  | イタリア             | ボローニャ-マラルベルゴ蒸気軌道. | 1936        | 4   | 1435 | 17560 | 3等56                                  | (1A)'2'        | ディーゼル | Fiat 356C  | 1 | 84    | 65  |
| ALn40                                                                  | 029  | イタリア             | サルデーニャ鉄道                 | 1937        | 3   | 950  | 14930 | 1等6/2等32                             | (1A)'(A1)'     | ディーゼル | Fiat 355C  | 2 | 59×2  | 65  |
| ALn56                                                                  | 030  | イタリア             | エトナ環状鉄道                   | 1937        | 6   | 950  | 17900 | 1等16/2等40                            | (1A)'(A1)'     | ディーゼル | Fiat 355C  | 2 | 59×2  | 77  |
| ALn56.1900                                                             | 031  | イタリア             | イタリア国鉄                     | 1937        | 5   | 1435 | 18900 | 3等56                                  | Bo'Bo'         | ディーゼル | Fiat 356C  | 2 | 85×2  | 70  |
| 1                                                                      | 032  | ブラジル             | 中央ブラジル鉄道                 | 1937        | 5   | 1600 | 30000 | 63/バーカウンター/荷物室               | (1A)'2'(A1)'   | ディーゼル | Fiat 357   | 2 | 107×2 | 85  |
| ATS1                                                                   | 033  | イタリア             | イタリア国鉄                     | 1939        | 1   | 1435 | 43000 | サロン/ダイニング/寝室/シャワー室/厨房 | (1A)'2'(A1)'   | ディーゼル | Fiat V1612 | 2 | 294×2 | 135 |
| ALn556.1200                                                            | 034  | イタリア             | イタリア国鉄                     | 1937        | 100 | 1435 | 18400 | 3等56                                  | (1A)'(A1)'     | ディーゼル | Fiat 355C  | 2 | 59×2  | 115 |
| ANz602                                                                 | 035  | イタリア             | ピサ-ポンテデーラ/カルチ軌道     | 1938        | 3   | 1435 | 15000 | 3等54                                  | (1A)'2'        | ディーゼル | Fiat 356C  | 2 | 85×2  | 74  |
| ZZ-AB                                                                  | 038  | イタリア領東アフリカ | フランコ・エチオピア鉄道         | 1938        | 4   | 1000 | 16300 | 1等12/2等15                            | (1A)'(A1)'     | ディーゼル | Fiat 356C  | 2 | 85×2  | 68  |
| FI                                                                     | 040  | イタリア領リビア     | イタリア国鉄                     | 1938        | 8   | 950  | 22000 | 1等12/2等23/3等20/荷物室/郵便室        | (1A)'(A1)'     | ディーゼル | Fiat 356C  | 2 | 85×2  | 90  |
| 70                                                                     | 041  | イタリア             | アレッツォ-フォッサート鉄道      | 1938        | 3   | 1435 | 16300 | 3等40/荷物室                           | (1A)'(A1)'     | ディーゼル | Fiat 356C  | 2 | 85×2  | 82  |
| ALn556.1300                                                            | 042  | イタリア             | イタリア国鉄                     | 1938        | 50  | 1435 | 18850 | 3等56                                  | (1A)'(A1)'     | ディーゼル | Fiat 356C  | 2 | 85×2  | 110 |
| ALn56.1900                                                             | 043  | イタリア             | イタリア国鉄                     | 1938        | 5   | 1435 | 18900 | 3等56                                  | Bo'Bo'         | ディーゼル | Fiat 356C  | 2 | 85×2  | 70  |
| ALn772                                                                 | 045  | イタリア             | オヴァーダ鉄道                   | 1940        | 5   | 1435 | 17940 | 1等4/2等54                             | (1A)'(A1)'     | ディーゼル | Fiat 356C  | 2 | 85×2  | 90  |
| ALn556.1300                                                            | 046  | イタリア             | イタリア国鉄                     | 1938        | 42  | 1435 | 18850 | 3等56                                  | (1A)'(A1)'     | ディーゼル | Fiat 356C  | 2 | 85×2  | 110 |
| ALDUn220                                                               | 046  | イタリア             | イタリア国鉄                     | 1939        | 8   | 1435 | 18850 | 3等20/荷物室/郵便室                    | (1A)'(A1)'     | ディーゼル | Fiat 356C  | 2 | 85×2  | 110 |
| ALn772.1000                                                            | 049  | イタリア             | イタリア国鉄                     | 1940        | 100 | 1435 | 24060 | 3等72                                  | (1A)'(A1)'     | ディーゼル | OM BXD     | 2 | 110×2 | 130 |
| AUTO 2N.BC.76                                                          | 050  | イタリア             | ビエッラ-ノヴァーラ鉄道          | 1940        | 7   | 1435 | 22700 | 2等16/3等60                            | (1A)'(A1)'     | ディーゼル | Fiat 356C  | 2 | 85×2  | 90  |
| 不明                                                                   | 052  | イタリア領東アフリカ | ソマリア鉄道                     | 不明        | 2   | 950  | 13860 | 1等7/2等39                             | (1A)'2'        | ディーゼル | Fiat 355C  | 1 | 59    | 85  |
| 1. 2. 3. 4. 5. 6. 7. 8. 9. 10. 11. 12. 13. 14. 15. 16. 17. 18. 19. 20. |      |                      |                                  |             |     |      |       |                                        |                |            |            |   |       |     |

| ALb72       | イタリア | イタリア国鉄 | 1933 | 3   | 1435 | 16000 | 3等72  | (1A)'2'    | ガソリン   | Breda T10 | 1 | 99   | 110 |
| ALDb.200    | イタリア | イタリア国鉄 | 1935 | 3   | 1435 | 16500 | 荷物室 | (1A)'2'    | ガソリン   | Breda T10 | 1 | 95   | 80  |
| ALb56.200   | イタリア | イタリア国鉄 | 1935 | 10  | 1435 | 21000 | 3等56  | (1A)'(A1)' | ガソリン   | Breda T10 | 2 | 95×2 | 140 |
| ALn56.2000  | イタリア | イタリア国鉄 | 1935 | 90  | 1435 | 21000 | 3等56  | (1A)'(A1)' | ディーゼル | Breda AEC | 2 | 95×2 | 140 |
| ALn556.2200 | イタリア | イタリア国鉄 | 1938 | 140 | 1435 | 21000 | 3等56  | (1A)'(A1)' | ディーゼル | Breda AEC | 2 | 95×2 | 140 |
| Md.520      | イタリア | 北ミラノ鉄道 | 1940 | 3   | 1435 | 21000 | 3等56  | (1A)'(A1)' | ディーゼル | Breda AEC | 2 | 95×2 | 100 |
| 1. 2.       |          |              |      |     |      |       |        |            |            |           |   |      |     |

| ALn72.3000  | イタリア   | イタリア国鉄            | 1936 | 3   | 1435 | 23000 | 3等72       | (1A)'(A1)' | ディーゼル | OM BUD | 2 | 95×2  | 130 |
| ALv72       | イタリア   | イタリア国鉄            | 1938 | 3   | 1435 | 23000 | 3等72       | Bo'2'      | 蒸気       | 不明   | 2 | 82×2  | 120 |
| ALn772.3200 | イタリア   | イタリア国鉄            | 1940 | 219 | 1435 | 24060 | 3等72       | (1A)'(A1)' | ディーゼル | OM BXD | 2 | 110×2 | 130 |
| ALn72.1004  | イタリア   | パダーネ鉄道            | 1941 | 2   | 1435 | 24060 | 3等72       | (1A)'(A1)' | ディーゼル | OM BXD | 2 | 110×2 | 100 |
| ALn772.100  | イタリア   | シエナ-グロッセート鉄道 | 1949 | 2   | 1435 | 24060 | 1等16/2等56 | (1A)'(A1)' | ディーゼル | OM BXD | 2 | 110×2 | 130 |
| Ln86.106    | イタリア   | シエナ-グロッセート鉄道 | 1949 | 1   | 1435 | 24060 | 3等86       | 2'2'       | -          | -      | 0 | -     | 130 |
| SD80        | ポーランド | ポーランド国鉄          | 1949 | 3   | 1435 | 24060 | 3等71       | (1A)'(A1)' | ディーゼル | OM BXD | 2 | 110×2 | 130 |
| 1. 2. 3. 4. |            |                         |      |     |      |       |             |            |            |        |   |       |     |

| ALn56.4000 | イタリア | イタリア国鉄 | 1939 | 3 | 1435 | 22000 | 2等16/3等40 | (1A)'(A1)' | ディーゼル | Ansaｌdo Q122/8V  | 2 | 99×2 | 120 |
| ALg56      | イタリア | イタリア国鉄 | 1940 | 3 | 1435 | 22200 | 2等16/3等40 | (1A)'(A1)' | 木炭ガス   | Ansaldo Q122/8V改 | 2 | 99×2 | 120 |
| 1.         |          |              |      |   |      |       |             |            |            |                   |   |      |     |

## 運行

### 運行・廃車
リットリナは1940年には約800両が運用され、前記各国の各地でさまざまな列車として使用されており、通常は1-2両での運行であったが最大4両程度までの列車もあったほか、1両程度の小型客車もしくは貨車を牽引することもあった。 そのうちいくつかの事例は以下の通り。
- イタリア北部ピエモンテ州セストリエーレのスキーリゾートは、Fiat創業者のジョヴァンニ・アニェッリが開発を進めたものであり、同社の働きかけによって1935年からトリノや、コート・ダジュール方面へ接続するフランス国境近くのヴェンティミーリアから、セストリエーレ最寄のウルクスまで同社製のリットリナによる列車が運行がされている。列車は主にALb80で運行されており、赤色をベースに"Littorina Fiat"および”RIVIERA - Sestrières”のレタリングを入れた機体も使用されていた。
- 優等列車用のALn40は、主要路線の電化が進んでいなかった1930年代において、ETR200電車で運行されていた電化区間の都市間高速列車[注釈 35]に接続する形で非電化区間での都市間高速列車に使用されていた。運行の一例は以下のとおりでローマ発は6:55と16:55、トリノ発は7:25と17:25となっており、電車、気動車を通算した全区間の表定速度は96.5km/hであった。
  - ローマ -(ETR200)- リヴォルノ -(ALn40(ETR200の列車はフィレンツェへ))- ピサ -(ALn40)- ジェノバ -(ALn40)- トリノ
- 第二次世界大戦中はほとんどのリットリナは燃料不足のために運行を外れ、終戦時には戦災や整備不良、エンジンなど機器の兵器への転用などにより約800両のうち約120両のみが稼働状態にあり、戦前のレベルまで戻ったのは1950年頃であった。
- 戦後の復興期においてはALn40がミラノ - ローマ間で使用されたほか、戦後にマーシャル・プランによりOMで製造されたALn772.3200も各地の優等列車で使用されている。また、戦前には本格的な運用には使用されていなかった3車体連接、高速列車用のATR100は1948年からトリノ、ミラノ、ボローニャ、ジェノバの各都市間を中心に運行を開始しており、1950年代後半にはETR300電車などと同じ濃淡の緑色塗装に変更されている。また、ALn772.3200の1両をドームカーであるALtn444.3001号車に改造して、戦後復興期の観光列車として1949-58年に運行している。これは車体中央部を高床式の展望ドームとし、その前後をサロン室としたほか、バーカウンターを設置していたものであった。
- イタリア南部カラブリア州コゼンツァ県のパオラ-コゼンツァ線[注釈 36]はイタリア国鉄の1435mm軌間の路線としては2番目のラック式路線であり、途中3区間、計11.6kmに渡り最急勾配75パーミルのシュトループ式ラック区間となっていたが、同線では旅客列車用としてFiat製のALn56.1900が運行されていた。同形式はブレーキ用としてのみラック区間用ピニオンを有しており、力行時は粘着動輪のみで走行する方式であった。
- その後イタリア国鉄ではALn668などの新しい気動車の増備に伴い、リットリナは一部は主機を降ろしてそれらの気動車が牽引する付随車や荷物・郵便車に改造されたほか、1970年代より本格的な廃車が始まり、1980年代までには機械式の機体のほとんどが、1990年代には液体式のALn72も廃車となっている。なお、廃車後はFiat製の機体より耐久性に優れ、機関換装および冷却系の増強改造を実施していたブレダ製のALn56.2000やALn556.2200を中心にさまざまな私鉄に譲渡されている。1979年1月時点でのイタリア国鉄におけるリットリナ各形式の配置は以下の通り。
  - ALn56.1900：9両（パオラ機関区）
  - ALn56.2000：9両
  - ALn556.1200：2両（ピサ機関区）
  - ALn556.1300：4両（フォッジア機関区、タラント機関区）
  - ALn556.2200：91両
  - ALn772.1000：83両
  - ALn772.3200：190両
  - LDn32：9両（ヴェローナ機関区、トレヴィーゾ機関区、シエナ機関区、ALb56.100を3等・荷物付随車に改造したもの）
  - Ln64：5両（トレヴィーゾ機関区、フォッジア機関区、ALb56.100を3等付随車に改造したもの）
  - ALDn32：2両（ファブリアーノ機関区、ALn56.2000を3等・荷物合造車に改造したもの）
  - Ln55：4両（トレヴィーゾ機関区、ピサ機関区、ALb48を付随車に改造したもの）
- なお、イタリアではリットリナの後、主にOMで製造された一部の液体式気動車は1960年代までに導入が取止められ、1980年代後半に至るまで5段変速の変速機付の機械式気動車が主力として製造されている。

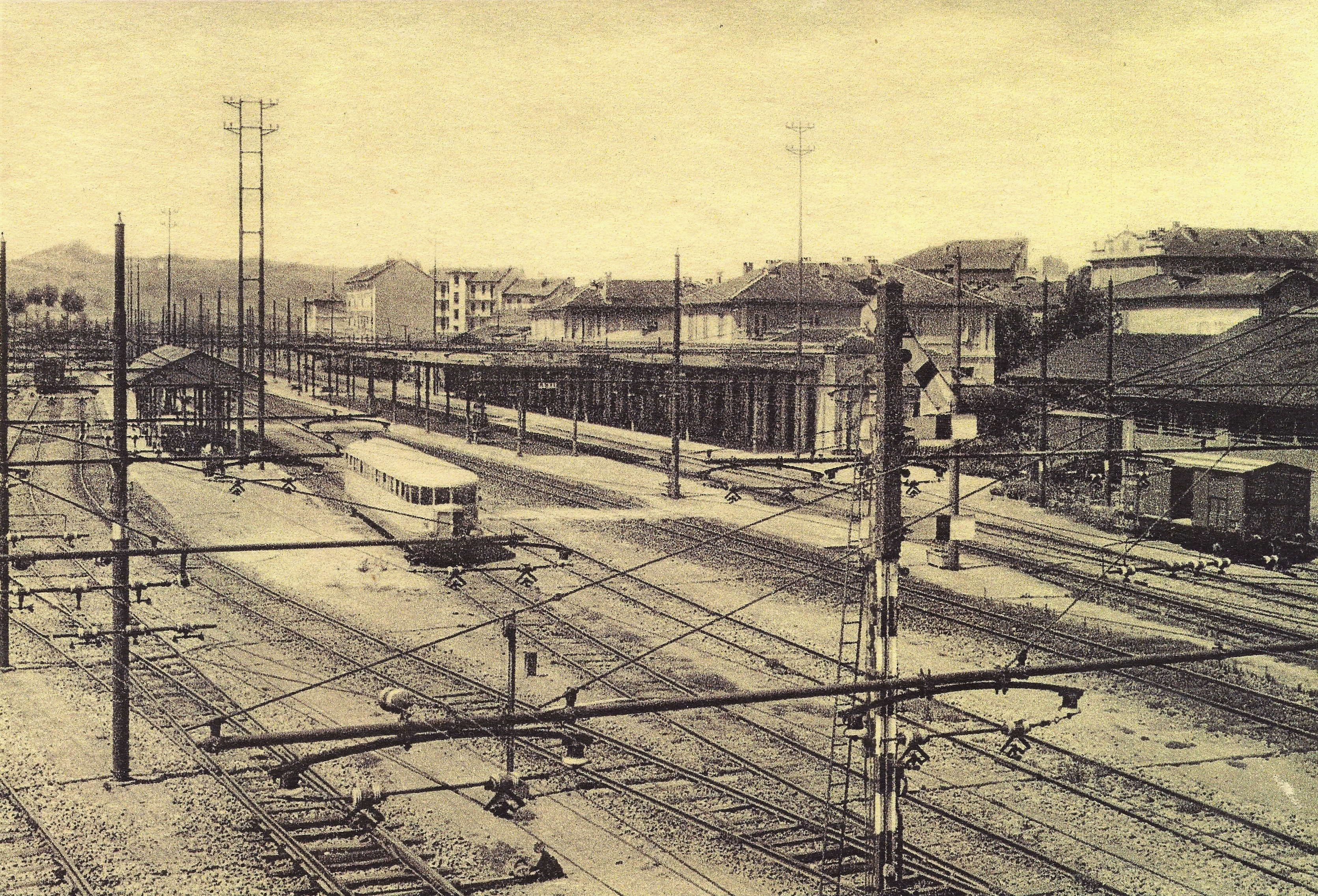
アスティ駅を発車する初期のリットリナであるALb48、1934年
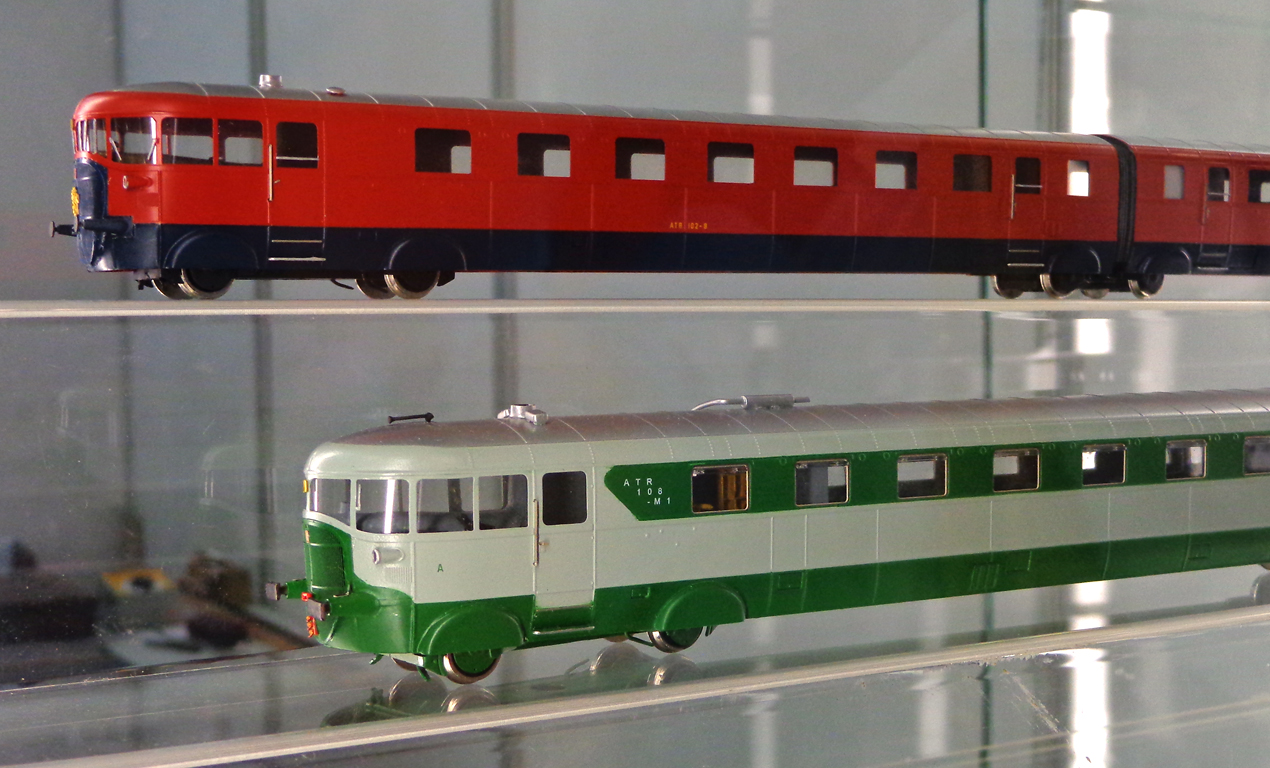
都市間高速列車に使用されていたATR100、上段は戦前の赤色塗装、下段はATR200と同じ戦後の緑色塗装
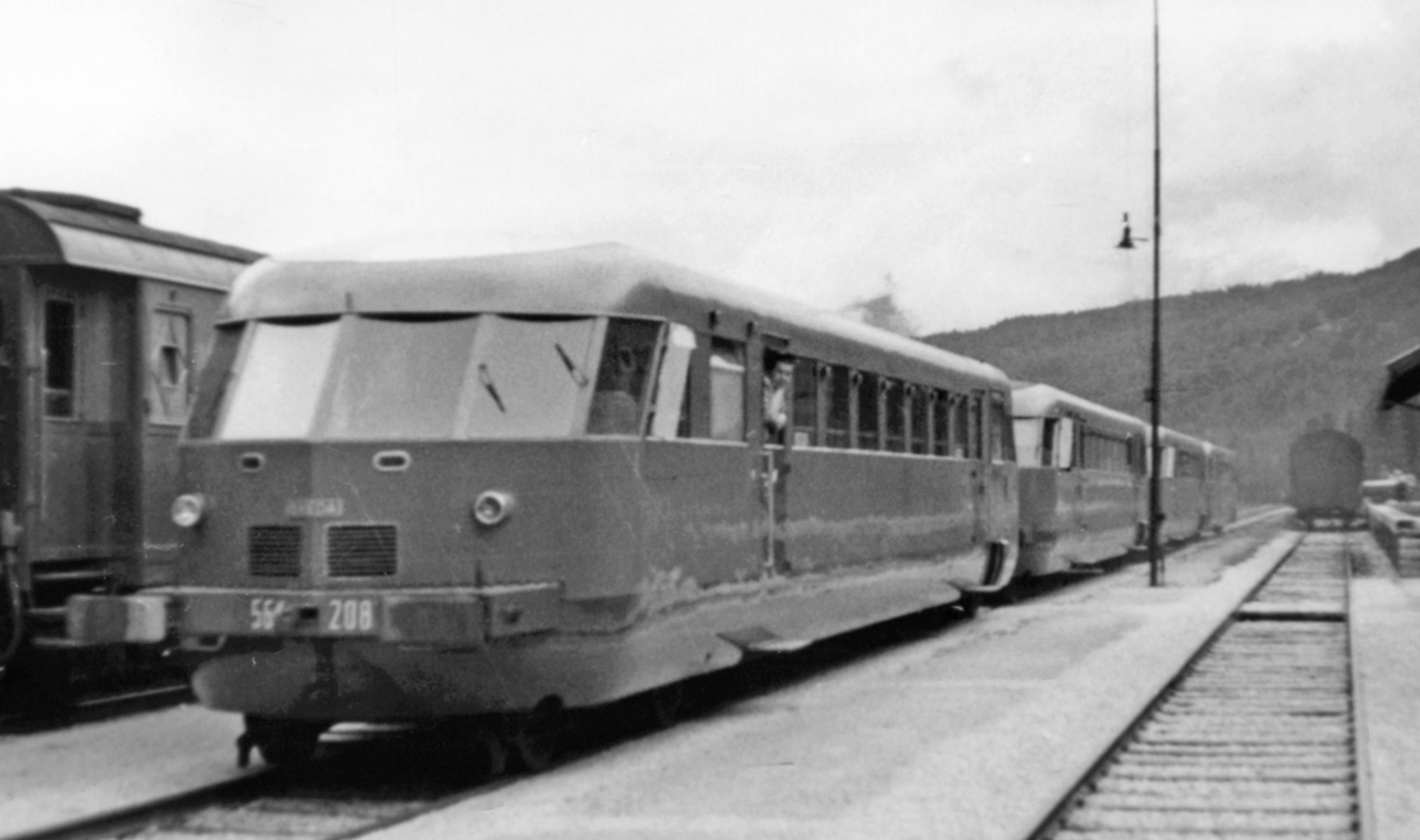
Breda製ALn556.2208号車ほかの4両編成、ドッビアーコ駅、1954年
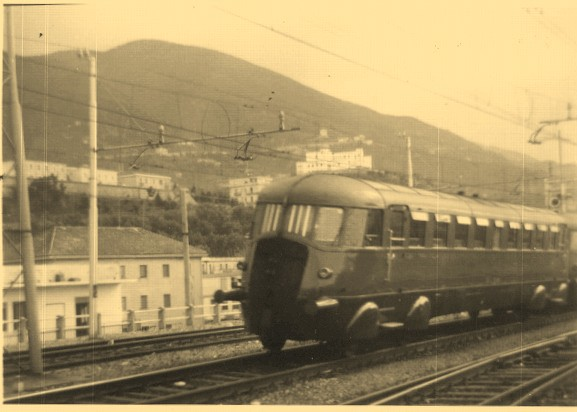
ラック式区間を有するパオラ-コゼンツァ線で運行されるFiat製のALn56.1900、1971年
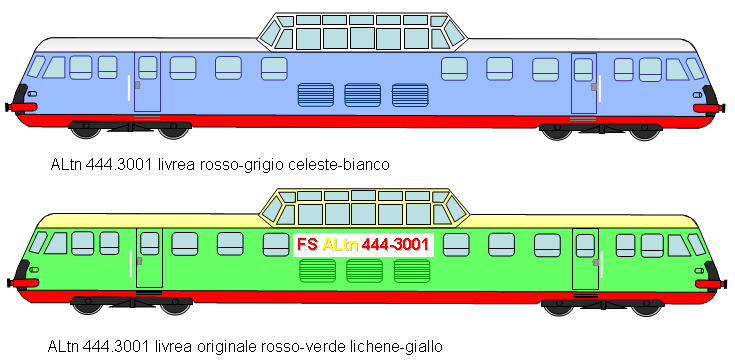
展望車に改造されたALtn444.3001号車のイラスト
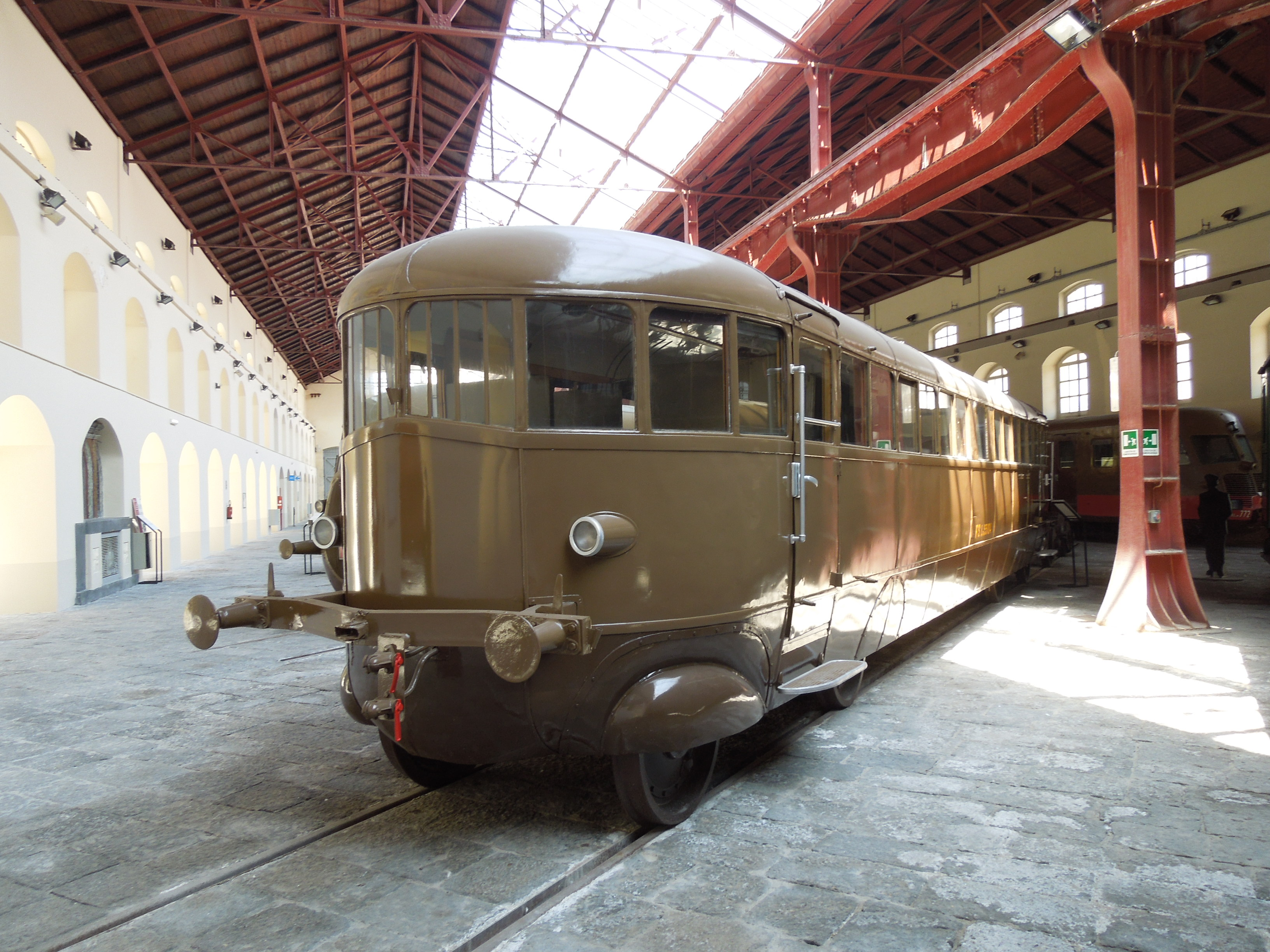
新しい気動車の増備に伴いALn56.1000を付随車としたLn 55.104号車、ピエトラルサ国立鉄道博物館、2012年

### 動態保存
- シチリア島のエトナ火山の周囲を回るエトナ環状鉄道では、所有していたFiat製リットリナのALn56形6両のうち、ALn56.01号車とALn56.06号車の2両が残されており、このうちALn56.06号車が観光用に動態保存されている。この機体は製造当初の塗装である、車体下半部を赤、上半部を白としたものに復元されている。
- エリトリア鉄道は戦禍により1975年頃に運行を停止しているが、その後1993年のエリトリア独立後、国威発揚と観光客誘致のため鉄道が復旧され、1997-2003年にマッサワ - アスマラ間117.6kmが再開通してツアー客によるチャーター列車の運行を中心とした観光鉄道として運行されている。R440形、R442形蒸気機関車が計7機とディーゼル機関車1機、客車、貨車とともにリットリナのA60系も残存している2機が運行されている。車体表記では2号機および7号機となっていたこの2機はいずれも車内は大幅に改造されているほか、運転台もいくつかの操作機器や計器類が欠損し、1機は片側の主機を撤去した状態で運行されている。
- イタリア北部の私鉄であるトリノ北鉄道[注釈 37]では、イタリア国鉄から1943年にALn40.1002、1003、1004、1008、1025号車の5両を譲受し、うち4両は1970年代まで使用されていた。このうちのALn40.004号車が同鉄道の後身のトリノ交通グループ[注釈 38]のリヴァローロ・カナヴェーゼ機関区の所属でポント＝カナヴェーゼ駅をベースに動態保存車として運行されている。なお、同車の室内は厨房が撤去され、座席も一部交換されるなど、譲渡された際に改造を受けているが、Fiat製のイタリア国鉄のリットリナとしては唯一の動態保存車である。
- トリエステのトリエステ・カンポマルツィオ鉄道博物館[注釈 39]に静態保存されていたALn556.2331号車はイタリア国鉄財団[注釈 40]の所有となって復元工事が実施され、ピストイア機関区で、同じく同財団の所有するALn772.3265号車とともに動態保存されている。

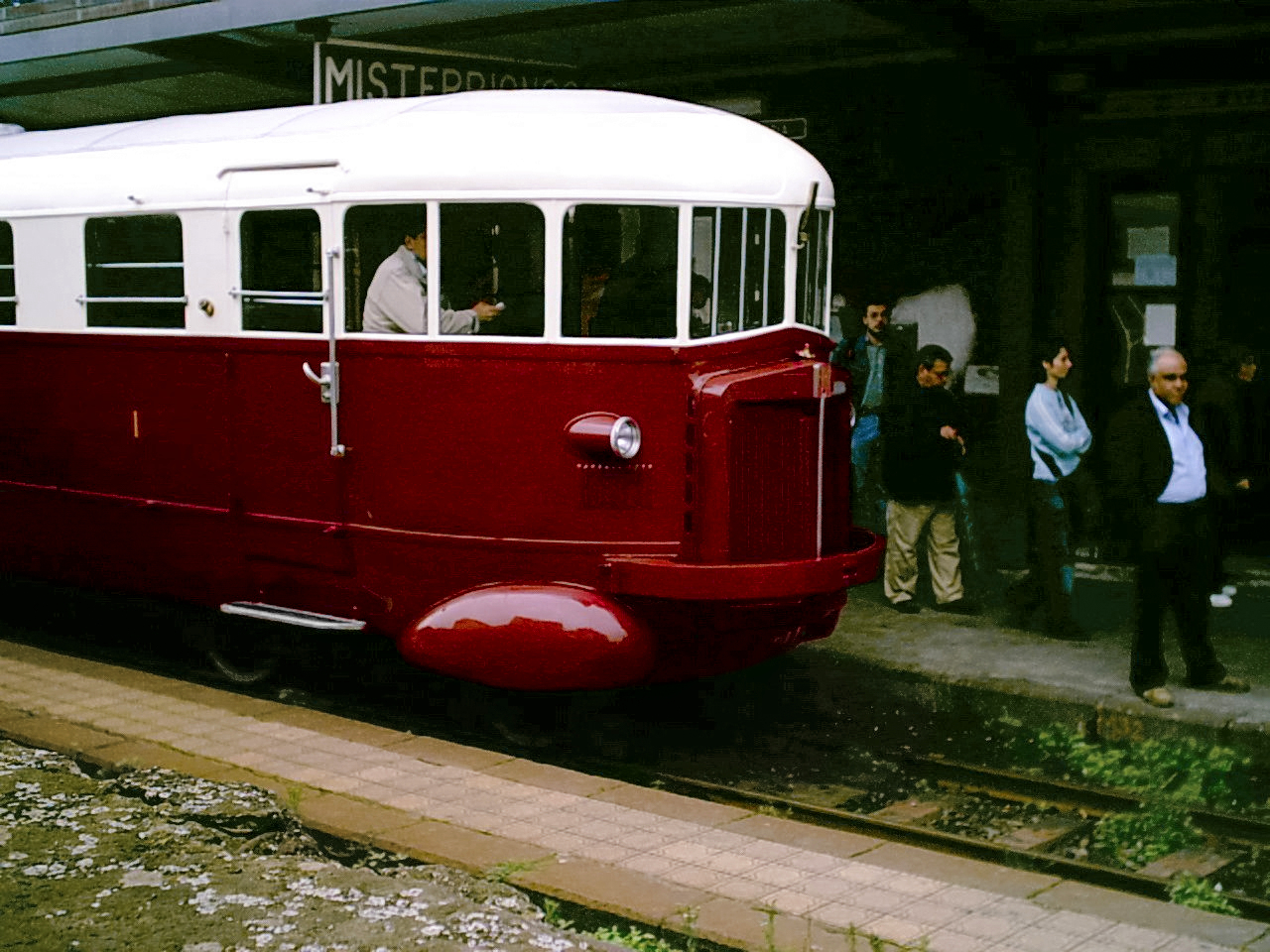
シチリア島のエトナ環状鉄道で動態保存されているALn56形、カターニャ駅
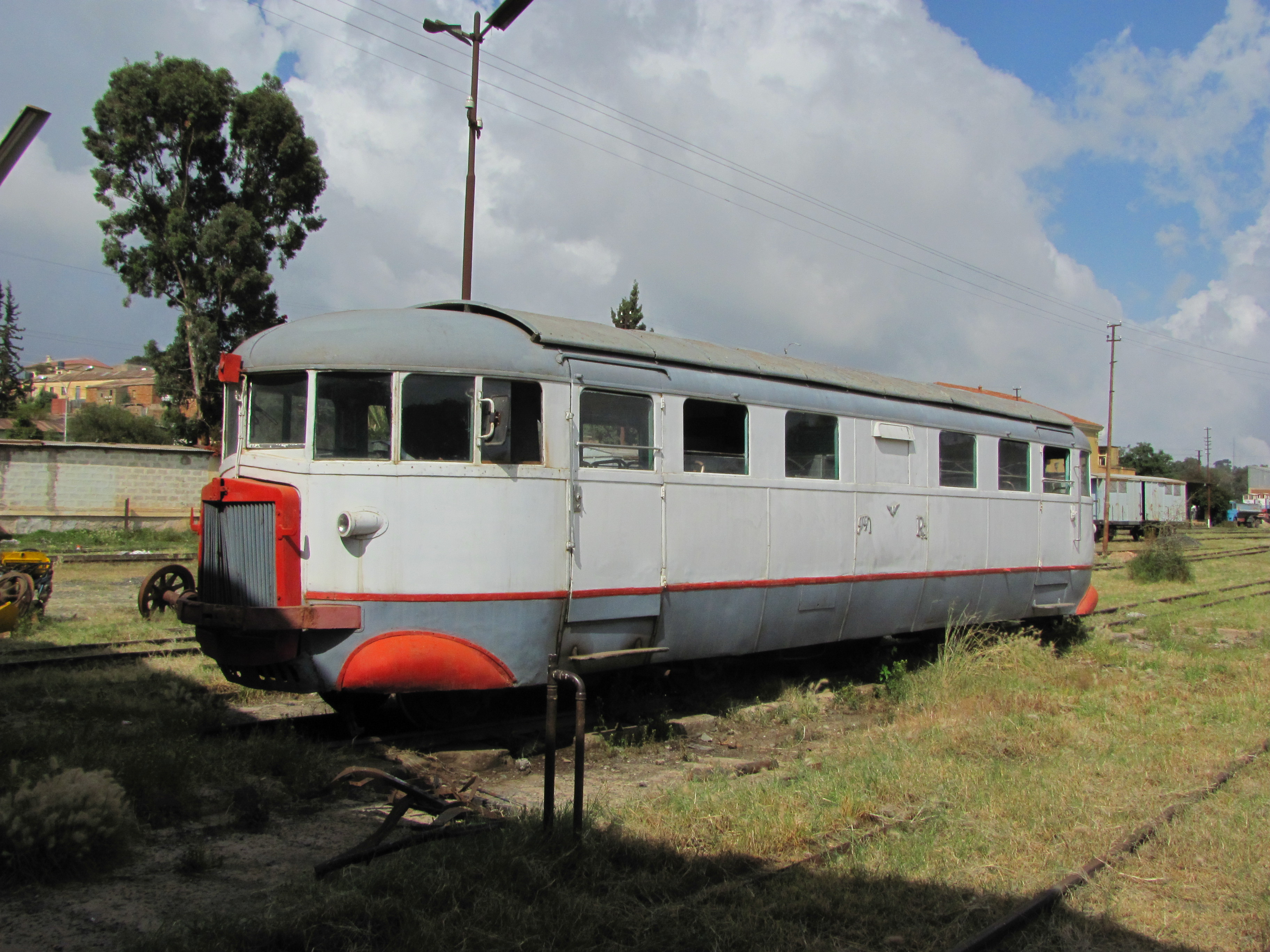
エリトリアで動態保存されているA62形2機のうち1機、2011年
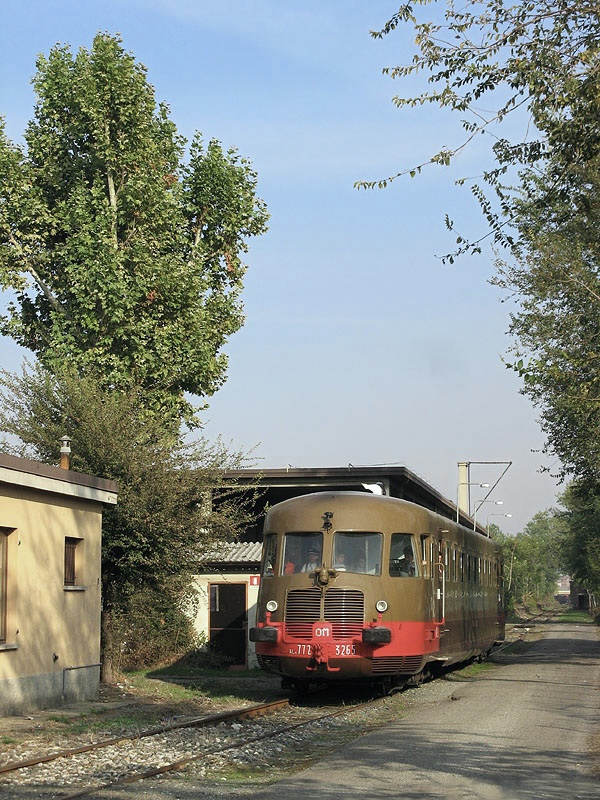
OM製で液体式のイタリア国鉄ALn772.3200、フィアット製のALn772.1000もほぼ同一、動態保存されているALn772.3265号車、2008年
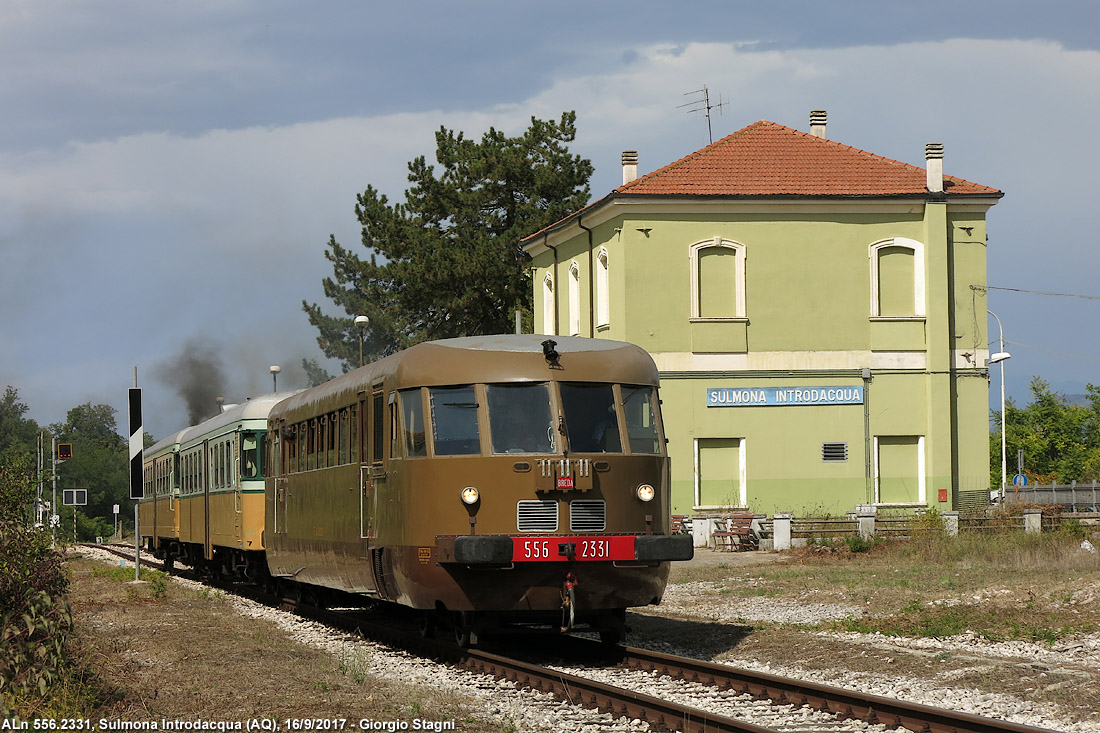
ALn556.2331号車を先頭としALn668.1401号車とALn668.1452号車を連結した動態保存気動車3両編成、スルモーナ-イントロダックア駅、2017年